# Storia della Società Sportiva Calcio Napoli
Questa voce tratta la storia della Società Sportiva Calcio Napoli dal 1926 ai giorni nostri.

## Le origini

### Le squadre pioniere: Naples, Internazionale e Internaples

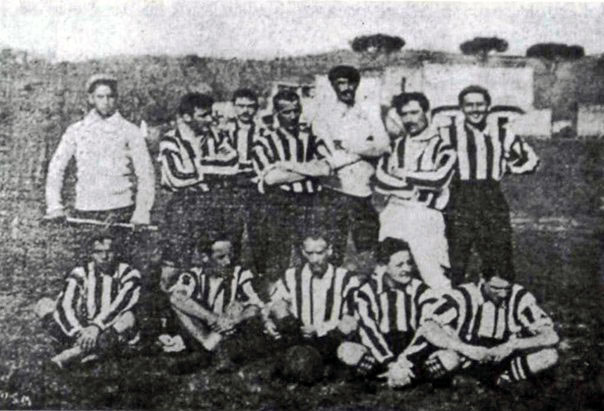
Una formazione del Naples nel 1906

Il calcio salì all'onore delle cronache napoletane dal 1896, anno in cui il Campo di Marte, all'epoca sede destinata alle corse dei cavalli nel capoluogo campano, fu teatro di una partita di calcio fra la squadra del Reale Club Canottieri Italia, club di canottieri e velisti, e una formazione mista degli altri circoli nautici cittadini. Nel 1901, inoltre, la polisportiva Virtus Partenopea partecipò ai tornei calcistici FGNI. Infine, tra aprile e maggio del 1905 i quotidiani Il Mattino e Il Giorno annunciarono la fondazione di una squadra di calcio cittadina, il Football Club Partenopeo (o Napoli Foot-Ball Club, secondo Il Giorno), nella quale giocavano i fratelli Antonio, Paolo e Michele Scarfoglio, figli dei fondatori del Mattino Edoardo Scarfoglio e Matilde Serao; la squadra giocava al Vomero, presso la funicolare di Chiaia, mentre la sede provvisoria fu posta in casa Scarfoglio in via Monte di Dio 1 (o in casa Iannone in Piazza Santa Maria degli Angeli 1 secondo Il Giorno). Tuttavia il club scomparve in breve tempo e alcuni suoi elementi (come gli Scarfoglio) confluirono nel futuro Naples. Un contributo decisivo per la diffusione del calcio a Napoli lo diedero gli equipaggi di navi inglesi sbarcati nel porto cittadino: al Mandracchio, rudimentale campo in corrispondenza del porto, avvennero molti incontri tra questi equipaggi e sportivi partenopei.

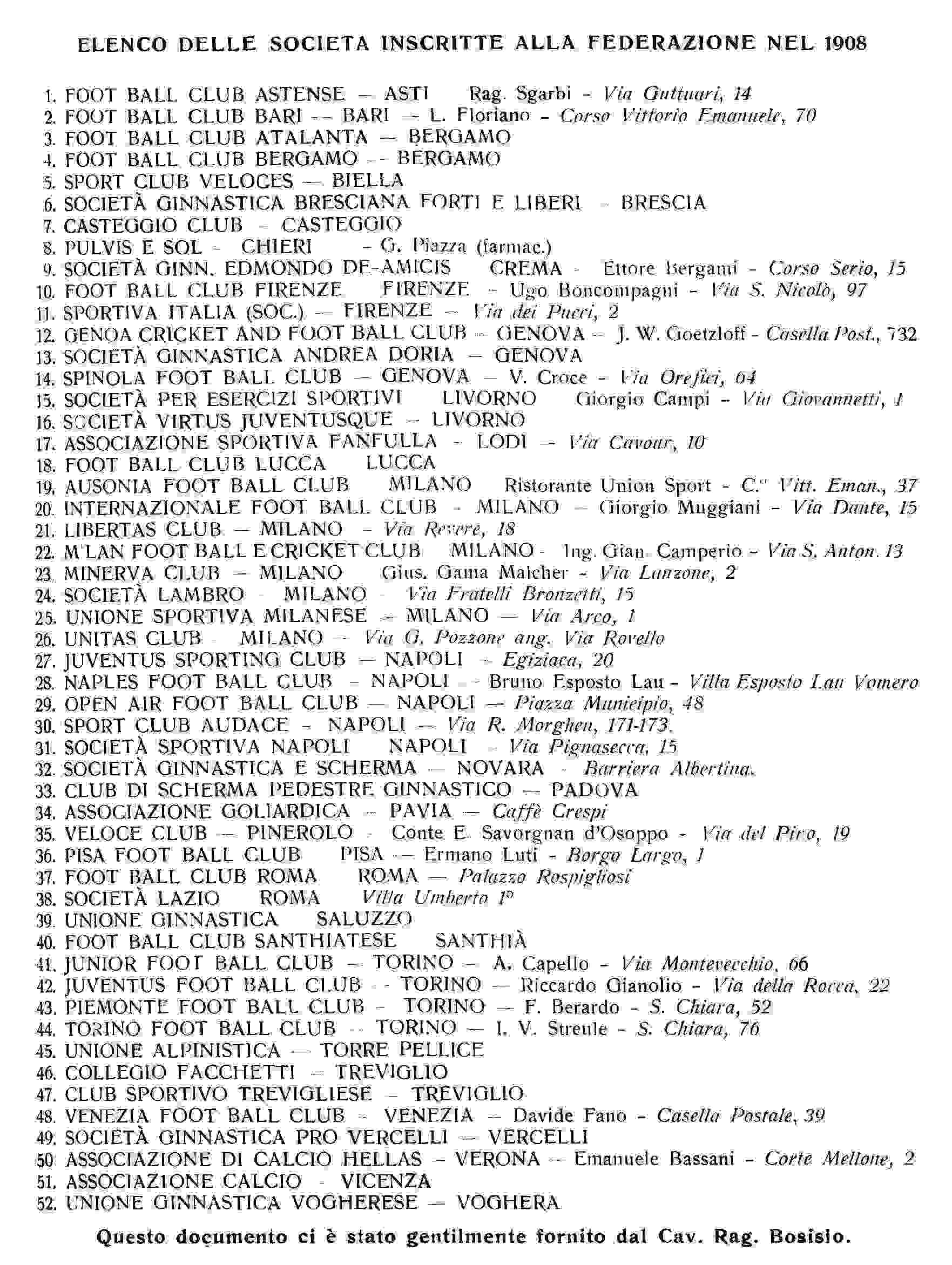
Nell'elenco delle società affiliate alla FIF del 1908 sono presenti ben cinque squadre napoletane.

L'affermazione a livello popolare del football a Napoli risalì, invece, al novembre 1905, quando fu fondata la sezione calcio del Reale Club Canottieri Italia, la prima importante squadra calcistica cittadina, la quale, nel 1906, mutò il proprio nome in Naples Foot-Ball Club. Nel marzo 1911 i blucelesti giocarono contro i marinai-giocatori della nave Arabik, che pochi giorni prima avevano battuto a Genova la blasonata squadra del Genoa per 3-0. Il Naples si impose per 3-2 con le reti di Mc Pherson, Michele Scarfoglio e Chaudoir. Tra la fine del 1907 e i primi mesi del 1908 si costituirono la Società Sportiva Napoli dei fratelli Matacena; l'aristocratica Open Air Sporting Club, istituita dal Marchese Michele Ruffo della Scaletta, da Alfonso Parise e Alfredo Vittorio Reichlin, nonché dai fratelli Costa, Verusio, D'Andria e Panagia; lo Sport Club Audace di Gustavo Romano, di Pepèn Cangiullo e dei fratelli De Giuli, con maglie biancoverdi; la Juventus Sporting Club. Infine, nel 1909 si formarono l'Ilva Bagnolese e l'Associazione Calcio Vomero, e nel gennaio 1910 si costituì lo Sport Club Elios di Matteo Giovinetti con casacche a scacchi bianconeri. Questi sodalizi, tuttavia, avevano un seguito limitato rispetto al Naples.
Nei primi anni il Naples vinse alcune competizioni minori fra le quali due Coppa Lipton, conquistate battendo il Palermo (nel 1909 per 4-2 e nel 1911 per 3-2) , la Coppa Salsi, conquistata sconfiggendo altre squadre campane, e la Coppa Noli da Costa (Pasqua 1914). A partire dal 1908 il Naples disputò anche alcuni campionati ufficiali della Federazione di Seconda e di Terza Categoria, vincendo due campionati meridionali di Seconda Categoria (nel 1909-1910 e nel 1910-1911) e altrettanti campionati regionali di Terza Categoria (nel 1908 e nel 1909).
Nel 1911 la componente estera del Naples si distaccò da quella italiana dando vita all'Unione Sportiva Internazionale Napoli. L'anno successivo la F.I.G.C., in seguito all'approvazione del progetto Valvassori-Faroppa all'Assemblea Federale estiva, decise di ammettere per la prima volta al campionato di Prima Categoria (allora la massima serie) le squadre del centro-sud. Le due squadre partenopee si affrontarono in un acceso derby nella semifinale centro-sud. Il Naples ne uscì vincitore grazie a due vittorie per 2-1 e 3-2. Perse poi la finale centro-sud contro la Lazio. Nella stagione successiva l'Internazionale si prese la rivincita eliminando il Naples sempre nella semifinale centrosud, per disputare poi la finale centro-sud nella quale si affermò nuovamente la Lazio.

Foto di squadra per l' nella stagione 1912-1913

Nel 1919, dopo la sospensione dovuta alla guerra, il campionato riprese. Rispetto all'ultimo torneo disputato, aumentò notevolmente il numero delle squadre della Campania. Le squadre campane partecipanti al campionato passarono dalle due sole iscritte nel 1914-1915 (il Naples e l'Internazionale) a ben sei nel 1919-1920 (Puteolana, Pro Napoli, Pro Caserta e Bagnolese, anche se quest'ultima si ritirò prima del suo inizio a calendario già compilato). Negli anni dal 1919 al 1922, caratterizzati dal dominio della Puteolana in ambito regionale (nel 1921-22 la squadra puteolana raggiunse addirittura la Finale di Lega Sud perdendola contro la Fortitudo di Roma), il Naples e l'Internazionale non brillarono particolarmente raggiungendo al massimo le semifinali interregionali. Nel 1919-20 fu l'Internazionale a qualificarsi alla fase interregionale, chiudendo il gironcino a tre con squadre laziali e toscane come fanalino di coda, mentre nel 1920-21 fu il Naples a compiere l'impresa di qualificarsi alle Semifinali, approfittando in tal caso della squalifica della Puteolana prima sul campo ma squalificata e tolta dalla classifica per punirla di un'invasione di campo nell'ultima partita di campionato contro il Naples.
Nell'ottobre 1922 le due compagini attuarono una nuova fusione, resa necessaria da esigenze di carattere finanziario, e diedero così vita al Foot-Ball Club Internazionale-Naples, meglio noto come FBC Internaples, alla cui presidenza fu nominato Emilio Reale. Nel frattempo, la Puteolana, finalista della Lega Sud nella stagione precedente, non si iscrisse al Campionato di Prima Divisione 1922-23, ma ciò non bastò all'Internaples per riconquistare il dominio regionale, venendo in quegli anni il Campionato Campano e quello centro-meridionale dominato dal Savoia di Torre Annunziata (che nel 1924 raggiunse addirittura la finalissima contro il Genoa, venendo eliminata con onore per 3-1 e 1-1). Nelle stagioni 1922-23 e 1923-24 l'Internaples venne eliminato nelle Semifinali di Lega Sud, mentre nel 1924-25 venne eliminato addirittura nel girone campano dal solito Savoia e dalla sorpresa Cavese.

Lettera di un tifoso al settimanale Tutti Gli Sports sulla finale di Roma

Nell'estate del 1925, tuttavia, il Savoia non riuscì ad iscriversi alla Prima Divisione. L'Internaples, rinforzato dagli arrivi voluti dal nuovo presidente Giorgio Ascarelli, dell'allenatore Carlo Carcano (che nella prima parte della stagione scese anche in campo giocando le sue ultime partite da calciatore) e di un giovane Giovanni Ferrari, ex giocatori dell'Alessandria e da un diciassettenne Attila Sallustro promosso dalle giovanili, riuscì a riconquistare il primato regionale laureandosi Campione di Campania lasciandosi alle spalle la Bagnolese e accedendo così alle Semifinali di Lega Sud. Vinto anche il Girone di Semifinale, affrontò nella Finale di Lega Sud l'Alba di Roma, vincitrice dell'altro girone di semifinale dopo un acceso testa a testa con la Bagnolese. La gara di andata, disputata a Roma, fu disastrosa e l'Internaples venne travolto 6-1; ciò, di fatto, compromise la qualificazione alla finalissima per lo scudetto, in quanto proprio nella stagione 1925-26 la FIGC aveva introdotto il quoziente reti, ragion per cui l'Internaples avrebbe dovuto vincere con almeno sei reti di scarto per portare il quoziente reti a proprio favore e qualificarsi ai danni dell'Alba; con una vittoria con cinque reti di scarto, avrebbe costretto l'Alba alla bella in campo neutro, mentre, con qualsiasi altro risultato, si sarebbe qualificata l'Alba. Al ritorno l'Internaples si fiondò all'attacco nel tentativo di segnare quante più reti possibile ma riuscì a portarsi in vantaggio di una sola rete, ma l'Alba riuscì a pareggiare, chiudendo il discorso qualificazione e laureandosi campione del Sud con 3 punti contro il solo punto dell'Internaples. Vi fu un'invasione di campo da parte dei tifosi partenopei al termine dell'incontro, che portò a pesanti sanzioni: il campo dell'Internaples (l'Arenaccia) fu squalificato per parecchi mesi, per cui il Napoli dovette trasferirsi sul campo della Bagnolese, e l'allenatore Carcano e l'attaccante Ferrari, constatato il clima agitato, decisero di lasciare la squadra.

### La nascita del Napoli

Giorgio Ascarelli, fondatore e primo presidente del club.

Prima del 1926 le imprese più importanti del calcio campano erano legate al Savoia di Torre Annunziata che aveva addirittura sfiorato il titolo nazionale, arrendendosi di fronte al Genoa nella finalissima del 1924.
Giorgio Ascarelli, giovane industriale napoletano e presidente dell'Internaples ereditato da Emilio Reale, si era reso conto che ormai il football stava diventando un fenomeno che avrebbe appassionato le folle come null'altro fino ad allora. Il 25 agosto 1926 l'assemblea dei soci dell'Internaples, riunitasi nella sede di Palazzo Mastelloni a piazza Carità, decise di cambiare il nome della società costituendo l'Associazione Calcio Napoli. Giorgio Ascarelli fu il primo presidente della storia del club.
(Giorgio Ascarelli)
A spingere Ascarelli a cambiare denominazione alla società fu probabilmente il fatto che il nome Internaples era sgradito al regime fascista al tempo al potere, in quanto il termine ricordava l'Internazionale Comunista nemica politica del fascismo, mentre il regime osteggiava i termini stranieri. L'Internaples sarebbe stato poi rifondato nel 1944, a sancire de facto la discontinuità fra Napoli e Internaples.
Nel frattempo, con l'approvazione della Carta di Viareggio, il Napoli ottenne l'ammissione al nuovo campionato di massima serie unificato tra Nord e Sud, la Divisione Nazionale, ufficialmente in virtù del primo posto conquistato dall'Internaples nel Campionato Campano, ma anche per il raggiungimento della Finale di Lega Sud. Insieme al Napoli, ottennero l'ammissione alla Divisione Nazionale gestita dal Direttorio Divisioni Superiori, l'antesignano dell'odierna Lega Calcio, anche i sodalizi capitolini Alba Roma e Fortitudo Pro Roma (prima e seconda classificata nel Campionato laziale). Stante il divario tra Nord e Sud, delle 20 squadre partecipanti alla Divisione Nazionale 1926-1927, solo 3 provenivano dal Sud contro le 17 del Nord.

Il nuovo Napoli del 1926-1927

Nella nuova squadra si distinse Paulo Innocenti primo capitano della storia, collezionerà 213 presenze, compresa la prima partita disputata dall'appena costituita squadra, la sconfitta casalinga del 3 ottobre 1926 contro l'Inter per 3-0 e ne segnò anche il primo gol della storia, il 17 ottobre 1926, in Genoa-Napoli 4-1. E ben presto il giovane, proveniente dalle giovanili dell'Internaples, Attila Sallustro, soprannominato "il Veltro". Sallustro proveniva da un'agiata famiglia e suo padre – quando seppe che avrebbe giocato a calcio in Italia – gli impose l'obbligo di non guadagnare nulla dall'attività sportiva. Sallustro mantenne la promessa fin che fu possibile; il Napoli lo gratificò regalandogli una lussuosa vettura, una Fiat 508 Balilla, cosa che all'epoca (1931-32) destò un enorme scalpore.
La prima stagione azzurra nella Divisione Nazionale fu di estrema pochezza: un solo punto raccolto in tutta la stagione, segnando appena 7 reti e subendo ben 61 reti tuttavia il club di Ascarelli riuscì ad evitare la retrocessione in virtù del terzo posto conquistato nella Coppa CONI. Nel frattempo i sostenitori della squadra decisero – viste le modeste prestazioni dei ragazzi in maglia azzurra – di togliere dallo stemma della società l'originario cavallo rampante sostituendolo con un modesto somaro: da allora "'o ciucciariello" divenne per Napoli e per il mondo del calcio l'emblema della squadra partenopea. Nella Coppa CONI 1927, torneo di consolazione per le escluse dal girone finale a 6 squadre per l'assegnazione dello scudetto, il Napoli ottenne finalmente la sua prima vittoria superando l'Alba, perdendo contemporaneamente il giocatore austriaco Kreutzer, che aveva giurato che alla prima vittoria se ne sarebbe tornato a Vienna direttamente a piedi.

Attila Sallustro

Ascarelli, in vista della stagione successiva, rinforzò la squadra in modo da evitare la retrocessione nella categoria inferiore. Il campo, tuttavia, gli diede nuovamente torto: alla fine del girone d'andata il Napoli era in zona retrocessione e, nonostante un più discreto girone di ritorno, gli azzurri non riuscirono a salvarsi, chiudendo terzultimi. I vertici nazionali cominciarono ad intravedere il patrimonio che il Napoli e Napoli rappresentavano per il calcio italiano e la società partenopea venne in seguito ripescata insieme alle altre retrocesse per cui nonostante tutto, la FIGC volle ripagare i segnali di miglioramento della società partenopea, accordandole il 18 marzo, appena due settimane dopo la fine dei due gironi eliminatori (e addirittura prima dell'inizio della Coppa CONI e del girone finale a 8 squadre per l'assegnazione dello scudetto), un immediato ripescaggio nella massima serie (annullando tutte le retrocessioni).
Il campionato fu allargato a 16 squadre per girone, per un totale di 32 squadre, in modo da rendere la Divisione Nazionale 1928-1929 un torneo di qualificazione alle due serie a girone unico in cui la Divisione Nazionale sarebbe stata suddivisa: le migliori otto di ogni girone avrebbero partecipato alla Divisione Nazionale Serie A, quelle classificate tra la nona e la quattordicesima posizione sarebbero state declassate nella Divisione Nazionale Serie B, mentre le ultime due classificate di ogni girone sarebbero dovute retrocedere addirittura in terza serie, sostituite dalle vincitrici dei quattro gironi di Prima Divisione. Puntando a entrare nel novero delle 16 elette che avrebbero partecipato al primo campionato di Serie A a girone unico, il Napoli si rinforzò e, trascinato dalle 22 reti del bomber Sallustro, si classificò a fine stagione ottavo a pari merito con la Lazio; fu quindi necessario uno spareggio tra le due compagini per conquistare l'ultimo posto in palio per la Serie A che finì in parità per due a due.

Antonio Vojak

Lo spareggio si sarebbe dovuto ripetere, ma non venne disputato poiché Ascarelli riuscì a convincere l'allora Presidente della FIGC, Leandro Arpinati, ad allargare il campionato di Serie A a diciotto squadre in modo che anche le none classificate potessero accedervi.
Alla vigilia del primo campionato di Serie A a girone unico il Napoli si rinforzò ingaggiando Vojak (vincitore di uno scudetto con la Juventus nel 1925-1926) e il "mister" William Garbutt, classico allenatore inglese che aveva vinto due scudetti con il Genoa nel 1922-1923 e nel 1923-1924.
Nel 1930 venne finalmente edificato uno stadio vero e proprio, il "Vesuvio" (l'unico di proprietà mai avuto dal club nella sua storia), in grado di accogliere le migliaia di sostenitori della squadra; la prima partita nel nuovo impianto, Napoli-Triestina 4-1, venne giocata il 16 febbraio di quell'anno. Meno di un mese più tardi, il 12 marzo, nel pieno della prima stagione di Serie A, a soli 35 anni, Giorgio Ascarelli morì senza aver potuto raggiungere i traguardi ambiziosi che si era prefissato. Lo stadio gli fu intitolato a furore di popolo ma le leggi razziali gli tolsero anche quella "soddisfazione postuma". Comunque, grazie ai già citati acquisti, la squadra per la prima volta non rischiò la retrocessione chiudendo il torneo al quinto posto.

## Anni 1930

### I due terzi posti e la Coppa Europa
Nella stagione successiva il Napoli concluse il girone d'andata al secondo posto, dietro la Juventus; poi nel girone di ritorno, complice la chiamata alle armi di Sallustro, venne meno e concluse il campionato al sesto posto. In quella stagione il Napoli si era rinforzato ingaggiando all'incredibile cifra di 250.000 lire il calciatore Enrico Colombari, da allora soprannominato "banco e' Napule" dai tifosi partenopei. La stagione successiva la squadra si classificò soltanto nona, ma in compenso Sallustro venne convocato per la seconda e ultima volta in nazionale, insieme ai suoi compagni di squadra Vojak e Colombari; la società premiò Sallustro per le sue prestazioni regalandogli un'auto Balilla.
Il campionato 1932-1933, invece, fu il primo in cui gli azzurri sfiorarono lo scudetto. Formidabile fu la coppia d'attacco: Sallustro segnò diciannove reti e Vojak ventidue; Il Napoli arrivò terzo a pari merito col Bologna. Nella stagione successiva gli azzurri arrivarono ancora terzi e qualificandosi per la prima volta alla Coppa Europa, la massima competizione europea di quei tempi.

Nel 1934, in preparazione al mondiale, venne organizzata una partita nella quale una rappresentativa mista di Napoli e affrontò l'Újpest.

Al primo turno il Napoli incontrò l'Admira Wien: gli azzurri riuscirono nell'impresa di pareggiare 0-0 nella gara d'andata in trasferta, ma sprecarono il doppio vantaggio iniziale nella gara di ritorno a Napoli facendosi rimontare dagli avversari (risultato finale 2-2) e nella bella vennero travolti per 5-0. In campionato, nonostante l'arrivo di Sentimenti II e del Campione del Mondo 1930 Stabile, la squadra deluse classificandosi soltanto settima e a fine stagione Garbutt lasciò la squadra.

### Il ridimensionamento
Il 15 marzo 1936 la società fu rilevata dall'armatore Achille Lauro che, per risanare il bilancio, fu costretto a cedere i calciatori più importanti: partirono così giocatori importanti come Enrico Colombari, Pietro Ferraris, Antonio Vojak, Giovanni Vincenzi, Valerio Gravisi e Giuseppe Cavanna, mentre Sallustro da un paio di campionati segnava sempre meno reti, e molti trovarono la causa della sua improvvisa scarsa vena realizzativa nella sua frequentazione con Lucy D'Albert, famosa soubrette dell'epoca, che poi diventò sua moglie. Al termine del campionato 1936-1937 anche Sallustro venne ceduto alla Salernitana.
In vista della stagione 1938-1939 Lauro acquistò l'attaccante Italo Romagnoli, il difensore Achille Piccini e la mezzala Bruno Gramaglia; gli azzurri disputarono un buon campionato, concluso al quinto posto in classifica. Nella stagione successiva la squadra partenopea allenata da Adolfo Baloncieri disputò un torneo in cui la retrocessione in Serie B fu evitata solo grazie a un miglior quoziente reti rispetto al Liguria. Lauro, al termine della stagione, si dimise, lasciando in compenso il bilancio della società in pareggio, e Gaetano Del Pezzo diventò presidente della Società.

## Anni 1940

### La retrocessione e il periodo bellico
Nella stagione 1940-1941 il Napoli si classificò settimo a pari merito col Torino. La stagione successiva il Napoli chiuse al quindicesimo posto e retrocedette in Serie B per la prima volta nella sua storia. Nella stagione 1942-1943 il Napoli arrivò terzo in serie B, ma non bastò per tornare in Serie A. Nel frattempo lo Stadio Arturo Collana del Vomero divenne la nuova "casa" dei partenopei.
A causa delle difficoltà incontrate durante lo svolgersi degli eventi bellici la società fu costretta a cessare le attività nel 1943. L'anno successivo allo scioglimento, nel 1944, nacquero due distinte società: la Società Sportiva Napoli, promossa dal giornalista Arturo Collana, e la Società Polisportiva Napoli, fondata da Luigi Scuotto, dalla cui fusione nel gennaio del 1945 si costituì l'Associazione Polisportiva Napoli, con presidente Pasquale Russo. La società riprese finalmente la denominazione di A.C. Napoli nel 1947.

### Tra promozioni e retrocessioni
Nel 1945, a seguito delle notevoli difficoltà logistiche conseguenti la guerra appena terminata, il campionato di massima serie venne suddiviso in due gironi: al primo parteciparono le squadre di Serie A del Nord e nel secondo le squadre di Serie A e B del Centro-Sud. Il Napoli, nonostante fosse una squadra di Serie B, riuscì a vincere il proprio girone a pari merito col Bari, qualificandosi per il girone finale a otto squadre. Nel Girone Nazionale arrivò quinto alle spalle di Torino, Juventus, Milan e Inter.
In quel Napoli militava l'attaccante albanese Riza Lushta, che ebbe un periodo di appannamento durante il quale si diffuse in città il detto: "Quanno segna Lushta se ne care 'o stadio" (Quando segnerà Lushta cadrà lo stadio). Si narra che quando Lushta interruppe il suo digiuno una parte di tribuna ebbe un cedimento, per fortuna senza gravi conseguenze.
Nella stagione successiva il campionato di Serie A tornò al girone unico e il Napoli venne ammesso in Serie A in quanto, nonostante fosse una squadra di Serie B, era riuscito a vincere il proprio girone e qualificarsi al girone finale. Vennero acquistati Dante Di Benedetti, ex giocatore della Roma che, poi in seguito a un infortunio occorsogli in vista della convocazione in nazionale venne trasferito al Bari, e vari giocatori di secondo piano come Jone Spartano, Nespolo e Ferruccio Santamaria. Il Napoli ottenne un buon ottavo posto.
Nella stagione successiva, nonostante gli acquisti di Naim Krieziu, ala albanese campione d'Italia con la Roma nel 1942 e pagato ben 16 milioni, e Roberto La Paz, il primo giocatore nero a giocare in Serie A, la squadra disputò un campionato disastroso, concluso al quartultimo posto e con la retrocessione in B. Ad aggravare ulteriormente la situazione fu la scoperta da parte della federazione di un tentativo di combine nella partita vinta contro il Bologna, che costò al Napoli il declassamento all'ultimo posto in classifica del campionato 1947-1948 e la conferma della retrocessione (già raggiunta sul campo) in Serie B.
Ci vollero due anni per riconquistare la categoria: dopo un quinto posto nel 1948-1949, agli azzurri vinsero il torneo 1949-1950 con Eraldo Monzeglio in panchina, tornando così in massima serie.

## Anni 1950

### " 'O banco 'e Napule "

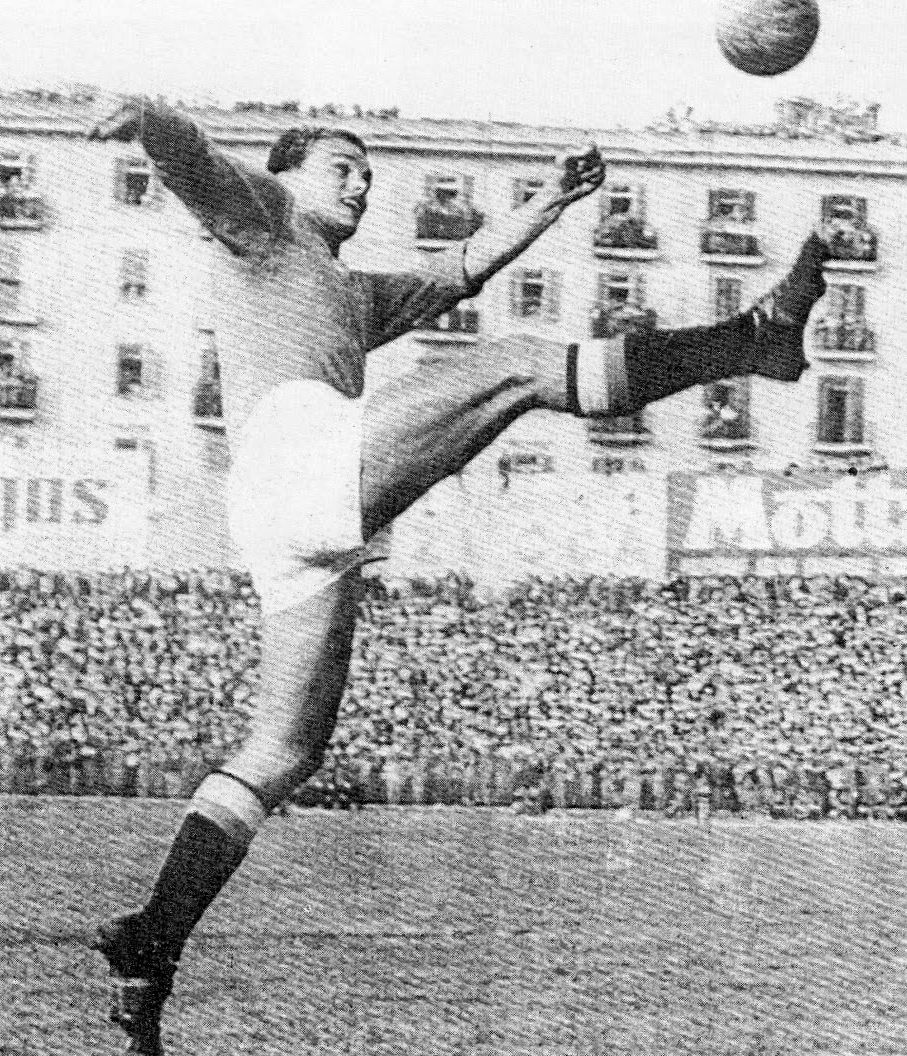
Hasse Jeppson, "'o Banco 'e Napule"

Tornato in serie A, in vista della stagione 1950-1951 il Napoli si rinforzò prelevando dalla Roma Amedeo Amadei, che militò in maglia azzurra per sei stagioni, segnando in totale quarantasette reti. Nelle due successive stagioni il Napoli arrivò consecutivamente sesto in classifica. Il presidente Lauro, per la stagione 1952-1953, acquistò dall'Atalanta il centroavanti svedese Hasse Jeppson.
Jeppson si era messo in mostra ai mondiali del 1950, svolti in Brasile. Sembrava dovesse andare all'Inter, ma per l'allora stratosferica cifra di centocinque milioni di lire fu ingaggiato dal Napoli, nel quale disputò quattro campionati. L'enorme cifra pagata per il suo acquisto portò i tifosi partenopei a coniare per lui il soprannome di "'o Banco 'e Napule".

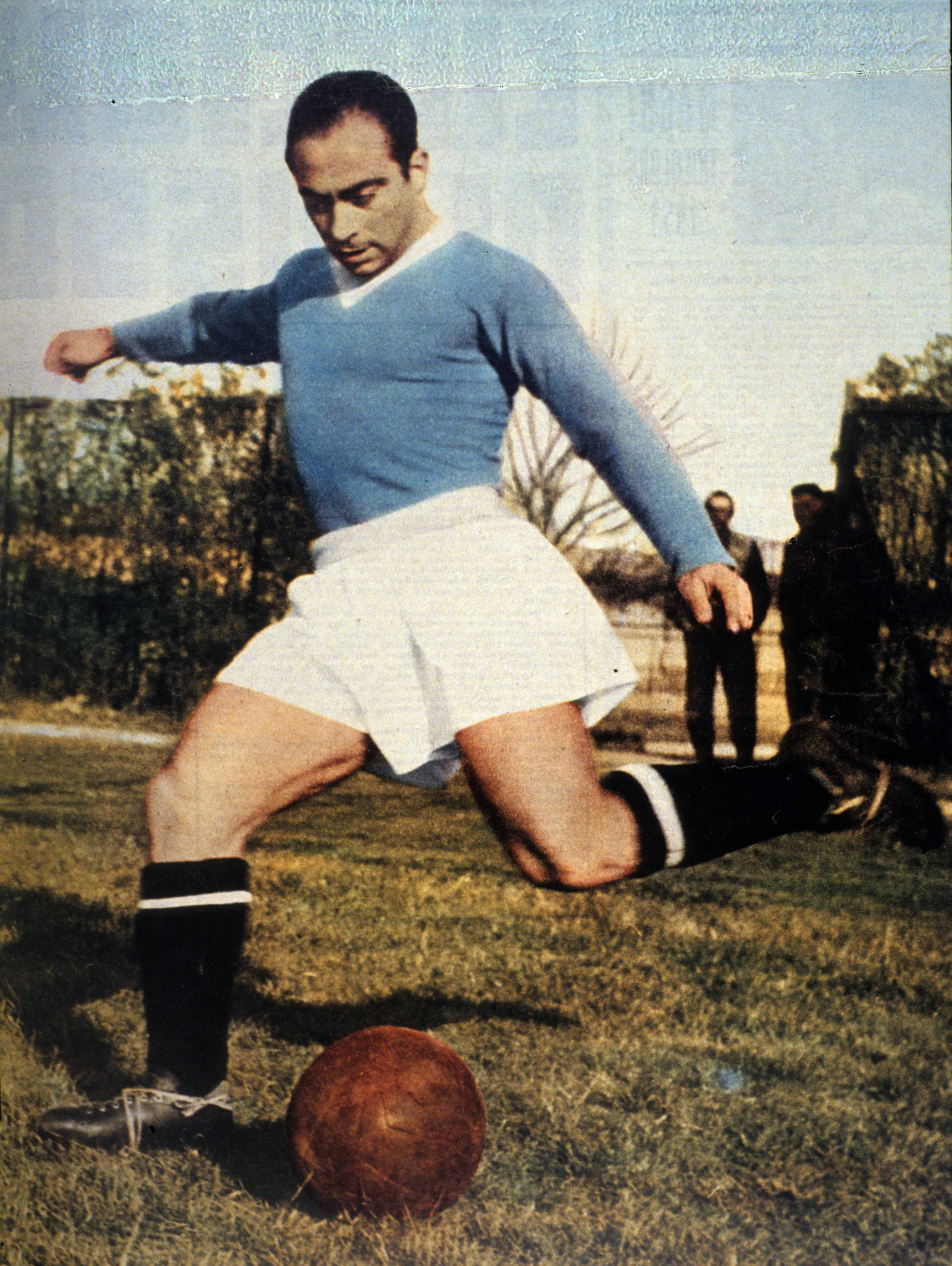
Il "Petisso" Bruno Pesaola

La squadra venne ulteriormente rinforzata con gli acquisti di Giancarlo Vitali dalla Fiorentina e del "petisso" Bruno Pesaola dal Novara. L'inizio non fu tuttavia dei migliori e dopo le tre sconfitte contro Lazio, Inter e Fiorentina, Lauro cercò di addossare tutte le responsabilità sull'allenatore Monzeglio, accusandolo di aver voluto lui acquistare Jeppson; Monzeglio, furioso, rassegnò le dimissioni, costringendo Lauro a rifiutarle e a chiedergli scusa pubblicamente; la squadra si riprese e, trascinata dalle 14 reti di Jeppson, conquistò un buon quarto posto (1952-1953), dietro Inter, Juventus e Milan. Nella stagione successiva Jeppson migliorò ancora il suo record di reti segnate in una stagione, raggiungendo quota 20, ma nonostante ciò la squadra si classificò soltanto quinta (1953-1954), mentre nella stagione successiva si piazzò sesta (1954-1955). A questo punto l'Inter tornò alla carica tentando di convincere Lauro a cederle Jeppson e, di fronte alla volontà del giocatori di trasferirsi alla società neroazzurra, Lauro gli diede prima via libera al trasferimento, ma poiché era un bomber al quale non poteva rinunciare, inviò il suo autista all'aeroporto a fermare la partenza dell'asso e lo fece ritornare alla flotta, dove lo convinse a restare al Napoli, "punendolo" però per aver avuto l'idea di lasciare la squadra riducendogli l'ingaggio. Jeppson restò per altre due stagioni al Napoli, segnando in totale 52 reti in 112 partite disputate in azzurro.

### 'O Lione
Nel 1955 arrivò dal Brasile, via Lazio, Luís Vinício (subito ribattezzato dai tifosi 'o Lione per la grinta che lo caratterizzava) che in coppia con Jeppson diede vita alla coppia "H-V" che fu schierata per la prima volta in campo nella partita contro la Pro Patria (quinta giornata), vinta per 8-1 dagli azzurri con tripletta di Vinício e doppietta di Jeppson. I due, nonostante la fama, non diedero al Napoli i frutti sperati, anche perché poche furono le occasioni nelle quali vennero schierati insieme in formazione. Dopo una serie di risultati negativi, tra cui una sconfitta contro l'Inter, Monzeglio venne esonerato e sostituito da Amedeo Amadei, che schierò poche volte i due insieme in formazione, e solo nelle ultime giornate. Il Napoli in quella stagione deluse arrivando solo quattordicesimo in classifica, nonostante i sedici gol di Vinicio e le 8 reti di Jeppson.

"'o Lione" Luís Vinício

La stagione 1956-1957 vide la fine definitiva del tandem Jeppson-Vinício, con la cessione del primo al Torino. In campionato i miglioramenti rispetto alla stagione precedente fruttarono solo un undicesimo posto. Tra le poche "imprese" del Napoli di quegli anni ci furono le due vittorie contro la Juventus nella stagione 1957-1958: all'andata a Torino finì 3-1 per il Napoli grazie alle parate fenomenali di Bugatti, sceso in campo con trentotto gradi di febbre. Charles dopo la partita disse "Ci fosse stato un altro portiere al posto di Bugatti, fra i pali della porta del Napoli, avremmo vinto 7-3". Al ritorno, il Napoli realizzò un'altra impresa vincendo 4-3. In quella stagione gli azzurri arrivarono quarti in campionato dietro a Juventus, Fiorentina e Padova. Per la stagione 1958-1959 fu ingaggiato per far coppia con Vinício il brasiliano Emanuele Del Vecchio. Neanche questa coppia, come quella Jeppson-Vinício, funzionò. Del Vecchio marcò tredici gol, Vinício sette: il Napoli arrivò al nono posto.
Nella stagione successiva il Napoli lasciò l'ormai angusto stadio del Vomero e il 6 dicembre 1959 inaugurò il nuovo stadio San Paolo di Fuorigrotta nella partita che oppose gli azzurri alla Juventus, terminata con la vittoria del Napoli per 2-1. Questo fu però l'unico avvenimento di notevole importanza in quell'anno, poiché il resto della stagione della compagine partenopea fu poco più che anonimo e il risultato finale fu solo un quattordicesimo posto. A giugno lasciarono la squadra Vinício e Pesaola.

## Anni 1960

### Una nuova retrocessione
Nel 1960, quando Vinício sembrava a fine carriera e ormai in decadenza, il Napoli cedette il brasiliano al Bologna; a smentire quella "decadenza" ci pensò Vinício stesso, vincendo la classifica dei marcatori, ben sei anni dopo, con la maglia del Vicenza. Nella stagione 1960-1961 dopo un buon avvio – (8 punti in cinque partite) – il Napoli crollò e retrocedette nuovamente in serie B, concludendo il campionato al penultimo posto. Furono inutili i tentativi di Lauro di risollevare la squadra ingaggiando addirittura uno psicanalista o esonerando l'allenatore Amadei e il direttore tecnico Cesarini dopo una clamorosa sconfitta per 4-0 contro la Juventus; nemmeno l'ingaggio come allenatore del direttore dello Stadio San Paolo ed ex campione del Napoli Attila Sallustro bastò per risollevare una situazione ormai compromessa ed evitare la retrocessione.

### 1962: la prima Coppa Italia

Il Napoli vincitore della sua prima Coppa Italia, nell'edizione 1961-1962, nonostante la militanza in Serie B.

Per ritornare in A, Lauro pretese di costruire una formazione in grado di competere con le migliori: "un grande Napoli per una grande Napoli" fu il suo slogan, ma il campo gli diede inizialmente torto; la squadra non sembrava essere in grado di raggiungere la meta della promozione, e alla fine del girone di andata annaspava negli ultimi posti, rischiando la C. Il 29 gennaio Lauro, per risollevare la squadra, provò allora a cambiare allenatore e scelse come nuovo coach Bruno Pesaola, allora allenatore della Scafatese in terza serie; quest'ultimo era già stato un calciatore del Napoli ai tempi di Jeppson e Vinicio e da "Mister" rimase famoso anche per il suo immancabile cappotto di cammello e per la sagacia tattica. Con lui in panchina il Napoli risalì la china fino a raggiungere la promozione.
La stagione si chiuse trionfalmente con la conquista della Coppa Italia, ottenuta battendo in finale la SPAL. Il Napoli passò subito in vantaggio con Gianni Corelli al 12'; la SPAL pareggiò tre minuti più tardi con Micheli, ma Pierluigi Ronzon al 79' siglò il definitivo vantaggio partenopeo, regalando così agli azzurri il primo trofeo della loro storia. Fu un'affermazione che passò agli annali, poiché nell'occasione i partenopei eguagliarono il Vado come gli unici due club capaci, fin qui, di sollevare la Coppa Italia pur non militando in massima divisione.

### Cané e l'altalena tra A e B
Nel 1962-1963 il Napoli della Coppa Italia venne confermato quasi in blocco, con il solo innesto di Cané, prelevato dall'Olaria di Rio de Janeiro, e di Humberto Rosa dalla Juventus (in prestito annuale); dalle giovanili vennero inoltre integrati in prima squadra i giovani Antonio Juliano, Vincenzo Montefusco e Pomarici. In campionato la squadra non ingranò ma in Coppa delle Coppe eliminò sia i gallesi del Bangor City che l'ungherese Újpesti TE, qualificandosi così ai quarti di finale. Intanto, dopo la gara di San Siro contro il Milan, ben quattro azzurri (Walter Pontel, Giovanni Molino, Rosario Rivellino e Ugo Tomeazzi) furono squalificati per un mese causa doping.
In Coppa alla bella contro l'OFK Belgrado debuttò Antonio Juliano, giovane centrocampista che per i successivi diciotto anni fu l'indiscussa bandiera del Napoli, ma nulla evitò il 3-1 e l'eliminazione. In campionato le cose non andarono meglio: al termine della partita persa 0-2 in casa contro il Modena il Napoli venne di nuovo retrocesso.
Nella stagione successiva il Napoli, sotto la guida di Roberto Lerici, non ottenne grandi successi; dopo la sostituzione del tecnico con il suo secondo Molino, alla fine fu solo ottavo posto. Il 25 giugno 1964 l'Associazione Calcio Napoli, oberata dai debiti, venne rilevata e sostituita dalla Società Sportiva Calcio Napoli con Roberto Fiore presidente effettivo e Achille Lauro presidente onorario con il 40% delle azioni. Il processo di trasformazione societaria si tradusse di fatto in una sorta di mutamento di nominazione.
Per il campionato 1964-1965 tornò in panchina Pesaola, il tecnico della Coppa Italia. La stagione fu quantomeno strana: in casa il Napoli non rendeva, mentre in trasferta dilagava, Cané si trasformò in goleador e gli azzurri tornarono in A.

### Gli oriundi: Altafini e Sívori

José Altafini in allenamento allo stadio San Paolo

Per lo spregiudicato armatore Achille Lauro il Napoli era un fiore all'occhiello da mostrare con orgoglio, specie in periodo elettorale; per costruire una buona squadra in vista del campionato di A 1965-1966 prelevò Omar Sívori della Juventus (90 milioni) e José Altafini dal Milan (280 milioni); al loro fianco cominciò a mettersi in evidenza Juliano, che aveva debuttato quando la squadra era ancora in Serie B.
I risultati furono lusinghieri: in campionato il Napoli arrivò terzo a soli cinque punti dall'Inter campione (50 punti contro i 45 degli azzurri), con Altafini capocannoniere della squadra con quattordici gol, mentre in estate la squadra si aggiudicò la Coppa delle Alpi., primo trofeo internazionale per gli azzurri. Nel 1966-1967 il Napoli ripeté gli ottimi risultati dell'anno passato, conquistando 44 punti e arrivando quarto con Altafini di nuovo mattatore, questa volta con sedici reti. Nello stesso anno la squadra partenopea partecipò alla sua prima Coppa delle Fiere: venne eliminato agli ottavi di finale dal Burnley.
Alla vigilia del campionato 1967-1968 arrivò dal Mantova il portiere Dino Zoff, subito soprannominato l'angelo azzurro. Nonostante la società attraversasse un periodo di crisi economica, in campionato i partenopei arrivarono vicini allo scudetto, piazzandosi al secondo posto con nove punti di distacco dal Milan campione.

Omar Sívori

Il giocattolo tuttavia si ruppe nella stagione successiva: Pesaola lasciò la squadra per la Fiorentina e venne sostituito come allenatore da Beppe Chiappella; a peggiorare la situazione accadde anche una rissa durante Napoli-Juventus 2-1 del 1º dicembre 1968, in seguito alla quale Sívori, per aver insultato l'allenatore bianconero Heriberto Herrera, fu squalificato per sei giornate; in seguito alla squalifica, Sívori prese la decisione di ritirarsi dal calcio giocato. La squadra si piazzò a metà classifica, mentre a metà stagione Corrado Ferlaino riuscì a comprare la società beffando Lauro.

### La presidenza Ferlaino
Il periodo di potere della famiglia Lauro era ormai al termine: nel 1969, con grande abilità e poca spesa Corrado Ferlaino assunse la presidenza della società ridotta però sull'orlo del dissesto finanziario. Nei suoi primi anni di dirigenza, pur dimostrando carattere e testardaggine fuori dal comune, Ferlaino non poté garantire al Napoli la possibilità di lottare per grandi traguardi badando nei primi anni di presidenza in fase di calciomercato alla cessione di pezzi pregiati come Zoff, Altafini e Claudio Sala (ceduto senza aver potuto dimostrare pienamente il proprio valore, ad appena un anno dal suo acquisto), e all'acquisto di giocatori di prima scelta ma sul viale del tramonto come Nielsen, Hamrin, Sormani e Clerici.
Il pubblico comunque ripagava la società garantendole grandi incassi e questo fattore fu determinante per invertire la rotta.

## Anni 1970

Antonio Juliano, storico capitano nonché primatista di presenze con la maglia del Napoli in campionato (394), assieme a Dino Zoff, portiere partenopeo dal 1967 al 1972.

Nel 1970-1971 arrivò a Napoli il brasiliano Angelo Benedicto Sormani soprannominato il Pelé bianco. Sulla panchina della compagine partenopea rimase Beppe Chiappella, arrivato due anni prima. Sormani formò con Altafini un solido attacco grazie al quale il Napoli giunse a giocarsi lo scudetto con Inter e Milan, ma a fine campionato il bottino fu solo un terzo posto. Decisivo fu lo scontro diretto a San Siro contro l'Inter alla fine Campione a poche giornate dal termine: il Napoli chiuse il primo tempo in vantaggio per 1-0, scavalcando virtualmente in classifica proprio i neroazzurri, ma nell'intervallo i giocatori dell'Inter si recarono dall'arbitro minacciandolo di picchiarlo se avessero perso; memore delle minacce, nel secondo tempo l'arbitro concesse un rigore inesistente (come rivelò poi la moviola) all'Inter, consentendole di pareggiare, e fischiò poi una serie di punizioni a senso unico che permisero ai neroazzurri di ribaltare il punteggio imponendosi per 2-1.
La stagione successiva vide una piccola crisi del Napoli, dovuta ad alcuni problemi societari. La compagine partenopea arrivò soltanto all'ottavo posto. Ferlaino decise quindi di svecchiare la squadra (pensando comunque anche al bilancio), con la cessione di giocatori del calibro di Zoff e Altafini alla Juventus.
L'acquisto che rivoluzionò positivamente l'ambiente azzurro, fu però legato al leone Luís Vinício, che ritornò a Napoli in veste di allenatore.

### Vinício e ilcalcio totale
All'arrivo del nuovo tecnico la società cominciò ad investire acquistando, fra gli altri, gli attaccanti Sergio Clerici e Giorgio Braglia, mantenendo giocatori come Juliano e valorizzando poi alcuni giovani talenti (Giuseppe Bruscolotti, Giovanni Vavassori, Antonio La Palma, Salvatore Esposito e altri). Vinício, primo in Italia, volle sperimentare una squadra in grado di giocare il cosiddetto calcio totale proposto dagli olandesi ai Mondiali del 1974. La squadra fu rivoluzionata e i risultati non si fecero attendere: la stagione si chiuse al terzo posto alle spalle della Lazio di Chinaglia e della Juventus, anche se la lentezza del libero Zurlini non consentì a Vinicio di applicare la cosiddetta "difesa a zona".

Il Napoli della stagione 1974-1975

Nel 1974-1975 il Napoli, sempre guidato da Vinício, arrivò ad un passo dallo scudetto. L'acquisto di Tarcisio Burgnich dall'Inter, schierato da Vinicio come libero, permise all'allenatore brasiliano di applicare finalmente la sua prediletta difesa a zona, e i risultati non si fecero attendere: nelle prime dieci giornate la squadra era ancora imbattuta e in corsa per lo scudetto. Eliminata dalla Coppa UEFA dal Baník Ostrava a pochi giorni dallo scontro diretto al San Paolo contro la Juventus, la squadra, ancora stanca dalla trasferta in Cecoslovacchia, venne incredibilmente travolta dai bianconeri che espugnarono il San Paolo per 6-2. In seguito alla clamorosa débâcle, Vinicio decise di schierare il Napoli con un atteggiamento più prudente, grazie al quale la squadra partenopea poté ritornare in corsa per lo scudetto.
Alla 25ª giornata, giorno della partita di ritorno a Torino, solo due punti separavano i bianconeri dagli azzurri: la Juventus si portò in vantaggio con Causio, Juliano pareggiò e poi si fece parare il possibile gol del vantaggio da Zoff; quando la partita sembrava essere destinata a finire in parità, a due minuti dal termine l'ex José Altafini, da allora soprannominato dai napoletani Core ‘ngrato, portò in vantaggio la sua Juventus, condannando il Napoli alla sconfitta e permettendo alla Juventus di portarsi a +4 dai partenopei a cinque giornate dal termine. Alla fine del campionato appena due punti separarono gli azzurri dalla Juventus, arrivata prima. Decisive furono le due sconfitte negli scontri diretti e l'incapacità di vincere in trasferta (fuori dal San Paolo solo una vittoria conquistata all'ultima giornata).

### Con "Mister due miliardi" è di nuovo Coppa Italia

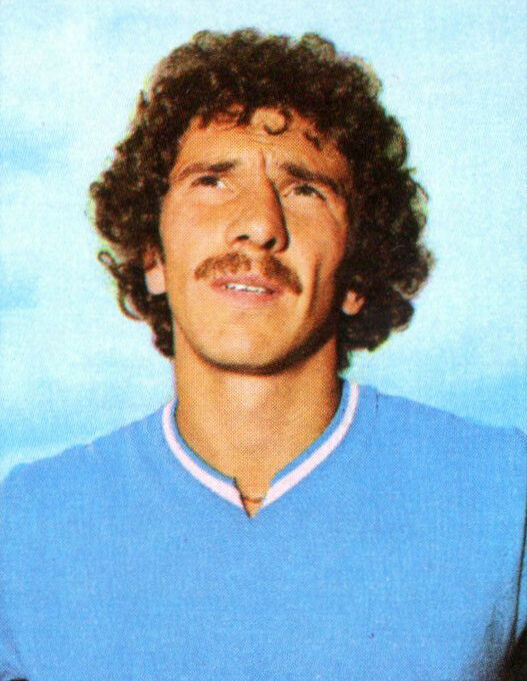
Giuseppe Savoldi, "Mister due miliardi"

Il colpo di mercato che ingigantì le speranze di gloria dei tifosi azzurri arrivò nell'estate del 1975 quando, per l'allora stratosferica cifra di due miliardi di lire, fu ingaggiato dal Bologna il centravanti Beppe Savoldi, detto BeppeGoal o anche Mister due miliardi.
La squadra, reduce dall'amara piazza d'onore, non fece meglio nella stagione successiva, arrivando solo al quinto posto. Però riuscì a conquistare la sua seconda Coppa Italia superando in finale per 4 a 0 l'Verona all'Olimpico di Roma; poi, battendo il Southampton, il Napoli chiuse l'annata aggiudicandosi anche la Coppa di Lega Italo-Inglese, secondo successo dei partenopei in ambito internazionale.

Juliano solleva la Coppa Italia 1975-1976; applaude alla scena il presidente Corrado Ferlaino (a destra)

Nella stagione successiva l'obiettivo del raggiungimento della finale di Coppa delle Coppe (allenatore Pesaola) fallì dopo una sconfitta per 2-0 nella semifinale di ritorno contro l'Anderlecht, con la direzione di gara dell'arbitro Matthewson pesantemente contestata dagli azzurri. La gara d'andata era finita 1-0 per il Napoli grazie a una rete di Bruscolotti. In campionato gli azzurri raggiunsero un modesto settimo posto e subirono anche la penalizzazione di un punto in classifica per cumulo di squalifiche del campo.
Dopo un doppio sesto posto nelle stagioni 1977-1978 e 1978-79, Savoldi lasciò il Napoli che precipitò al decimo posto nel 1979-1980; la sostituzione del ritrovato Vinício con Sormani non riuscì a fermare la crisi.

## Anni 1980

### Da Krol a Maradona
L'inizio degli anni 1980 fu segnato dalla riapertura delle frontiere ai giocatori stranieri. Il Napoli, tradizionalmente, aveva avuto nelle sue file ottimi giocatori non italiani (Sallustro, Jeppson, Sívori, Altafini, Hamrin, Cané, Clerici); per mantenere viva la tradizione fu ingaggiato dal Vancouver il libero Ruud Krol, già campione d'Europa con l'Ajax e pilastro difensivo dei grandi Paesi Bassi dei primi anni 1970.

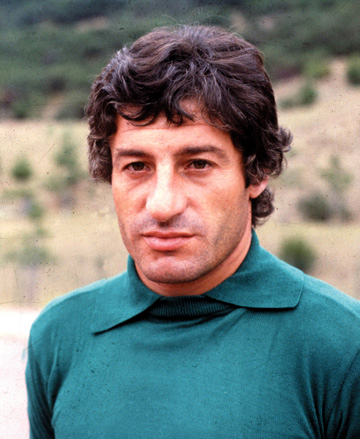
Luciano Castellini, numero uno azzurro dal 1978 al 1985.

Nella stagione 1980-1981, in un'annata resa drammatica dal sisma che il 23 novembre 1980 scosse la città, la squadra, guidata da Rino Marchesi, sfiorò il titolo conquistando il terzo posto finale. Dopo un inizio poco promettente, a causa anche del rendimento pessimo della difesa che incassò nelle prime giornate parecchi gol, l'allenatore Marchesi prese le contromisure adeguate, spostando Luciano Marangon in mediana e aggiungendo in difesa Raimondo Marino, permettendo così a Krol di esprimere tutta la sua classe. Il punto di svolta della stagione fu la partita contro la Roma al San Paolo il 19 ottobre che il Napoli vinse addirittura 4-0. Imbattuto dalla 11ª alla 25ª giornata, dopo la vittoria sul Torino al Comunale, a cinque giornate dal termine, il Napoli si portò in testa alla classifica insieme alla Juventus e con la prospettiva di usufruire di un calendario favorevole. Inaspettatamente, però, nel turno successivo il Perugia – ultimo in classifica – passò al San Paolo per 1-0 con autogol di Ferrario nei primi minuti. Per tutto il resto della gara gli azzurri si gettarono generosamente all'attacco, ma pali, traverse e la notevole prestazione del portiere umbro Malizia sbarrarono al Napoli ogni possibilità di giungere quantomeno al pareggio. Nonostante tutto, la squadra affrontò l'incontro decisivo con la Juventus con due punti di svantaggio e con la teorica possibilità di sfruttare il turno casalingo per riagguantare la vetta a una giornata dal termine, ma ancora una volta un'autorete (stavolta di Guidetti) condannò gli azzurri alla sconfitta e al definitivo addio alle velleità tricolori.

L'olandese Ruud Krol, primo straniero dopo la riapertura delle frontiere nel 1980.

Nella stagione successiva il tentativo di puntare allo scudetto rinforzando ulteriormente la squadra fu compromesso dai contrasti tra Ferlaino e il direttore generale ed ex calciatore Juliano: l'acquisto da parte di Ferlaino del 76% delle azioni della società suscitò, infatti, il risentimento di Juliano, che tergiversò dapprima sul rinnovo dei contratti di Marchesi e Corso e poi, di fronte alla reazione del Presidente, presentò le dimissioni, che vennero accettate da Ferlaino. Le lotte in seno alla società compromisero dunque il campionato del Napoli, insieme al potenziamento non adeguato della squadra (i nuovi arrivati, come Palanca e Criscimanni, non si dimostrarono all'altezza), al rendimento non sempre esaltante di Krol, e ai pettegolezzi che circolavano sulla squadra, ma, nonostante tutto, il Napoli concluse il campionato al quarto posto. Lo Scudetto restò lontano da Napoli nonostante Krol e Claudio Pellegrini, capocannoniere del Napoli in entrambe le stagioni con il medesimo numero di gol (11).
Nonostante l'arrivo di altri stranieri di valore quali Ramón Díaz prima e José Dirceu poi, nei due campionati successivi la retrocessione in serie B fu evitata in extremis.
Nella stagione successiva arrivò dalla Fiorentina Daniel Bertoni, argentino e campione del mondo che prese uno dei due posti riservati agli stranieri e lasciati liberi da Krol e Dirceu, ceduti rispettivamente a Cannes e Ascoli.

Diego Armando Maradona, decisivo nei principali successi partenopei a cavallo tra gli anni 80 e 90.

Il presidente Ferlaino, deciso a portare la società verso grandi traguardi, il 30 giugno 1984 definì l'acquisto del campione argentino Diego Armando Maradona dal Barcellona per la cifra record di 15 miliardi di lire. Il fuoriclasse di Lanús, tuttora considerato uno dei più grandi calciatori di tutti i tempi, venne presentato il 5 luglio successivo in uno stadio San Paolo gremito in ogni ordine di posti. La prima stagione del Napoli di Maradona, dopo un girone di andata mediocre, fu conclusa con una posizione di centro classifica solo nelle ultime giornate di campionato.
La squadra venne gradualmente ricostruita: furono ingaggiati Bruno Giordano, Salvatore Bagni, Claudio Garella e Alessandro Renica. In panchina Rino Marchesi lasciò il testimone ad Ottavio Bianchi, che da giocatore militò per cinque stagioni in maglia azzurra. I cambiamenti coinvolsero anche la dirigenza, con l'addio di Antonio Juliano e l'ingresso in società di Italo Allodi, già dirigente di Inter, Juventus e Fiorentina. Dal vivaio emergevano giovani talenti, uno su tutti Ciro Ferrara, che debuttò in prima squadra proprio nel 1985-1986. La stagione finì col Napoli al terzo posto, alle spalle di Juventus e Roma.

### 1986-1987: il primo scudetto e la terza Coppa Italia
La stagione del primo scudetto fu quella del 1986-1987. Vennero ingaggiati il terzino Giuseppe Volpecina, il regista Francesco Romano e l'attaccante Andrea Carnevale, mentre Maradona era appena tornato dal trionfale mondiale messicano. Così come aveva fatto per l'Argentina, Maradona condusse il Napoli alla vittoria del campionato.

Il Napoli del 1986-1987, campione d'Italia e vincitore della Coppa Italia.

Il campionato prese il via il 14 settembre, con il Napoli che si impose a Brescia (0-1) con rete di Maradona. Inizialmente i partenopei si limitarono ad inseguire la Juventus, che tentò la fuga. Il 9 novembre, nello scontro diretto giocato a Torino con le due squadre appaiate in testa, gli azzurri s'imposero per 3-1 con reti di Ferrario, Giordano e Volpecina. Il Napoli balzò così in testa alla classifica e mantenne il primo posto fino alla fine del girone d'andata, resistendo anche al blitz dell'Inter, che agganciò i partenopei alla quattordicesima (con il Napoli che subì la prima sconfitta stagionale per mano della Fiorentina), per poi sciupare tutto perdendo a Verona l'11 gennaio.
Il Napoli iniziò con passo spedito il girone di ritorno, vincendo quattro gare di fila e staccando il folto gruppo delle inseguitrici, che comprendeva ora anche Roma e Milan. All'inizio di aprile i partenopei ebbero un leggero calo – pareggio ad Empoli e sconfitta a Verona – che permise all'Inter di avvicinarsi: i punti di distanza tra napoletani e milanesi rimasero due fino alle ultime giornate. Il 3 maggio, alla terzultima di campionato, i nerazzurri meneghini caddero ad Ascoli mentre gli azzurri impattavano 1-1 a Como. A questo punto era sufficiente un pareggio per conquistare lo scudetto: il 10 maggio 1987, alla penultima giornata, il Napoli conquistò matematicamente il suo primo titolo nazionale grazie all'1-1 al San Paolo contro la Fiorentina (reti di Carnevale e Roberto Baggio), che permise agli azzurri di mantenere il vantaggio di quattro punti su Inter e Juventus a una giornata dal termine, un distacco che non poteva più essere colmato. I tifosi festeggiarono lo storico trionfo riversandosi nelle strade della città. Uno striscione esposto in Curva B recitava: La storia ha voluto una data, 10 maggio 1987.

Il San Paolo in festa il 10 maggio 1987 per il primo scudetto partenopeo.

La squadra vinse anche la sua terza Coppa Italia 1986-1987, conquistata vincendo tutte le gare, comprese le due finali disputate contro l'Atalanta. Il double scudetto/coppa era un'impresa fino a quel momento riuscita in Italia solo al Grande Torino e alla Juventus.
La rosa campione d'Italia comprendeva: Claudio Garella, Giuseppe Bruscolotti, Ciro Ferrara, Salvatore Bagni, Moreno Ferrario, Alessandro Renica, Andrea Carnevale, Fernando De Napoli, Bruno Giordano, Diego Armando Maradona, Francesco Romano; Giuseppe Volpecina, Luigi Caffarelli, Ciro Muro, Luciano Sola, Tebaldo Bigliardi, Raimondo Marino, Raffaele Di Fusco, Pietro Puzone, Massimo Filardi, Costanzo Celestini, Antonio Carannante, Davide Lampugnani; Allenatore: Ottavio Bianchi.

### 1987-1988: il trio Ma.Gi.Ca.

Salvatore Bagni

Dopo l'esordio in Coppa dei Campioni con l'eliminazione al primo turno contro il Real Madrid, 2-0 per le merengues in Spagna e 1-1 nel ritorno al San Paolo, il campionato 1987-1988, anche grazie all'innesto del centravanti brasiliano Careca acquistato dal San Paolo, iniziò con cinque vittorie nelle prime cinque gare. Al termine del girone d'andata i partenopei erano primi in classifica con uno score di undici vittorie, tre pareggi e una sconfitta; il Napoli ottenne in seguito altre sette vittorie consecutive. Poi, nelle ultime cinque giornate, il Napoli conquistò un solo punto, perdendo quattro gare di fila, tra le quali lo scontro diretto con il Milan (2-3 al San Paolo) che segnò il sorpasso rossonero sugli azzurri e la conquista da parte del Diavolo del primo scudetto dell'era-Berlusconi.
Il finale di campionato degli azzurri provocò roventi polemiche all'interno della società
, con lo spogliatoio del Napoli che si spaccò e si passò così dalle critiche alle "epurazioni": Claudio Garella, ceduto all'Udinese, Moreno Ferrario, ceduto alla Roma, Salvatore Bagni, ceduto all'Avellino, e Bruno Giordano, ceduto all'Ascoli, vennero messi alla porta; restarono gli unici a pagare per lo scudetto perso a vantaggio dei rossoneri di Arrigo Sacchi.

La "Ma.Gi.Ca.", ovvero gli attaccanti Giordano, Careca e Maradona.

La "Ma.Gi.Ca." era il tridente d'attacco del Napoli alla fine della stagione 1987-1988, composto da Diego Armando Maradona, Antonio Careca, e Bruno Giordano. Tale soprannome nacque grazie al giornalista Francesco Rasulo dopo la partita Ascoli-Napoli del 31 gennaio 1988, finita 3-1 per i partenopei; in quella gara andarono a segno, nell'ordine, Maradona (su rigore), Giordano e Careca. In quella stagione, il tridente collezionò complessivamente 97 presenze (Maradona 37, Careca 33, Giordano 27) e segnò 47 reti (Maradona 21, Careca 18, Giordano 8).

### 1988-1989: la Coppa UEFA
Finita in modo burrascoso la stagione 1987-1988, per quella successiva la squadra cambiò radicalmente: per sostituire i giocatori allontanati, il Napoli ricorse a diversi acquisti, tra cui quello di Giuliano Giuliani, di Luca Fusi e del forte centrocampista brasiliano Alemão dell'Atlético Madrid, già compagno di Careca nella Seleção. Entrarono a far parte della dirigenza azzurra Luciano Moggi e Giorgio Perinetti.
Il campionato 1988-1989 regalò belle soddisfazioni al Napoli, come il 5-3 esterno alla Juventus (che rimase l'ultima vittoria azzurra in casa juventina fino al 31 ottobre 2009), il 4-1 al Milan e il clamoroso 8-2 al Pescara. Lo scudetto di quell'anno, tuttavia, andò all'Inter "dei record" di Giovanni Trapattoni, una delle migliori formazioni della storia neroazzurra. Fin dalle prime giornate, il campionato fu monopolizzato dai nerazzurri e le altre squadre di vertice sembrarono puntare più decisamente alle competizioni europee.

Il presidente Ferlaino con la Coppa UEFA 1988-1989

In Coppa UEFA, gli azzurri partirono subito col piede giusto, eliminando i greci del Paok Salonicco (1-0 e 1-1), i tedeschi orientali del Lokomotive Lipsia (2-0 e 1-1) e i francesi del Bordeaux (0-0 e 0-1). Le sfide più interessanti cominciarono però dai quarti di finale, con il Napoli che si trovò di fronte alla Juventus: dopo lo 0-2 subito nella gara d'andata a Torino, un secco 3-0 al ritorno ribaltò il risultato a favore del Napoli, che passò grazie ad un gol segnato da Renica allo scadere dei tempi supplementari. La semifinale oppose al Napoli i tedeschi del Bayern Monaco: al San Paolo, che fece registrare il tutto esaurito, il Napoli vinse per 2-0, con gol di Careca e Carnevale e ipotecò la finale; al ritorno, una doppietta di Careca (2-2 il finale) spianò la strada per la finale contro un'altra tedesca, lo Stoccarda di Jürgen Klinsmann.
(Salvatore Biazzo, La magia di Stoccarda, Ed. RAI, 1996)
Napoli, 3 maggio 1989, stadio San Paolo

Finale – Andata
 Napoli – Stoccarda 

2 – 1
- Napoli: Giuliani; Renica, Ferrara, Francini, Corradini (Crippa 46'); Alemão, Fusi, De Napoli; Careca, Maradona, Carnevale.
- Allenatore: Bianchi.

- Stoccarda: Immel; Allgower, N.Schmaler, Hartmann; Schafer, Katanec, Sigurvinnson, Schroder; Walter (Zietsch 70'), Klinsmann, Gaudino.
- Allenatore: Haan.

- Arbitro: Germanakos (Grecia)
- Marcatori:  17’ Gaudino (S),  68’ (rig.) Maradona (N),  87’ Careca (N)
- Spettatori: 81.093

Stoccarda, 17 maggio 1989, Neckarstadion

Finale – Ritorno
 Stoccarda – Napoli 

3 – 3
- Stoccarda: Immel; Allgower, N.Schmaler, Hartmann; Schafer, Katanec, Sigurvinnson, Schroder; Walter (O. Schmaler 77), Klinsmann, Gaudino.
- Allenatore: Haan.

- Napoli: Giuliani; Renica, Ferrara, Francini, Corradini; Alemão (Carannante 30'), Fusi, De Napoli; Careca (Bigliardi 70'), Maradona, Carnevale.
- Allenatore: Bianchi.

- Arbitro: Sanchez Arminio (Spagna)
- Marcatori:  18’ Alemão (N),  27’ Klinsmann (S),  39’ Ferrara (N),  62’ Careca (N),  70’ (aut.) De Napoli (S),  89’ O. Schmaler (S)
- Spettatori: 67.000

Nella gara d'andata, i tedeschi gelarono il San Paolo con la rete di Maurizio Gaudino (per ironia della sorte, figlio di napoletani emigrati in Germania), ma le reti di Maradona prima e di Careca (allo scadere) poi, fissarono il punteggio sul 2-1. Il ritorno a Stoccarda, con oltre 30.000 tifosi azzurri al seguito, fu un trionfo: segnò Alemão, pareggiò Klinsmann, poi Ciro Ferrara e Careca chiusero la partita. Ininfluenti i due gol tedeschi che fissarono il risultato finale sul 3-3, con il Napoli che vinse così la Coppa UEFA del 1989, suo primo trofeo confederale.

### 1989-1990: il secondo scudetto
La stagione 1989-1990 si aprì subito con una notizia clamorosa: Ottavio Bianchi lasciò la panchina azzurra, sostituito da Albertino Bigon. Maradona prolungò la sua permanenza in Argentina e non rientrò in tempo utile per giocare le prime partite di campionato, a causa di problemi con la società cui si diceva avesse chiesto la cessione: voci subito smentite ma mai in modo del tutto convincente; l'argentino tornò in campo solo il 17 settembre 1989, alla quinta di campionato contro la Fiorentina al San Paolo. La squadra intanto acquistava nuovi giocatori, come il centrocampista Massimo Mauro e il giovane fantasista Gianfranco Zola.
In campionato i partenopei partirono subito col piede giusto: sedici risultati utili consecutivi nelle prime sedici gare, tuttora miglior serie positiva nella storia del club. La prima sconfitta arrivò solo all'ultima d'andata, un pesante 0-3 in casa della Lazio, che tuttavia non destò preoccupazioni. Un piccolo calo di rendimento avvicinò l'Inter e Milan, ma la squadra riuscì a gestire il vantaggio di due punti fino allo scontro diretto: a San Siro i rossoneri vinsero però 3-0 e appaiarono il Napoli in testa alla classifica; due settimane dopo, gli azzurri persero di nuovo a Milano, stavolta contro l'Inter (3-1), e si ritrovarono staccati di due punti dalla vetta.

Albertino Bigon, il tecnico del secondo scudetto.

Molti cominciarono a temere il ritorno degli "spettri" del 1988, ma il Napoli non demorse. Dapprima recuperò un punto (Milan sconfitto a Torino dalla Juventus, e azzurri che pareggiarono a Lecce), mentre la battuta d'arresto con la Sampdoria (2-1 dei liguri allo scadere) fu mitigata dalla caduta dei rossoneri nel derby contro i cugini nerazzurri. A poche giornate dal termine, quando i giochi sembravano ormai fatti, avvenne il celebre "caso della monetina" di Bergamo: sul punteggio di 0-0 tra Atalanta e Napoli, una moneta lanciata dai tifosi nerazzurri colpì alla testa il centrocampista partenopeo Alemão, costringendolo ad abbandonare il campo; il giudice sportivo assegnò il 2-0 a tavolino al Napoli mentre il Milan, bloccato sullo 0-0 dal Bologna, venne così raggiunto dagli azzurri a tre turni dalla fine. Alla penultima giornata, il definitivo sorpasso: rossoneri sconfitti a Verona per 2-1 e Napoli vittorioso 4-2 sul campo di Bologna. Nell'ultima giornata, al San Paolo contro la Lazio, bastava un pareggio per laurearsi campioni: un gol di Marco Baroni dopo appena sette minuti chiuse in fretta la partita e regalò al Napoli il secondo scudetto.

## Anni 1990

### 1990-1991: la Supercoppa italiana e la partenza di Maradona
La stagione 1990-1991 cominciò con la vittoria nella Supercoppa italiana, ottenuta battendo la Juventus di Maifredi per 5-1.
Il campionato, invece, cominciò male con un solo punto ottenuto nelle prime tre partite. L'inizio in Coppa dei Campioni sembrò favorevole al Napoli, che ottenne una convincente doppia vittoria sugli ungheresi dello Újpesti Dózsa, squadra che aveva già incontrato nella Coppa delle Coppe del 1963, quando si chiamava Újpesti TE. Al secondo turno però gli azzurri vennero eliminati dallo Spartak Mosca ai rigori, dopo un doppio 0-0. La crisi continuò per tutto l'anno, e il Napoli chiuse la stagione con un modesto settimo posto.
Si chiuse così il primo, importante ciclo del Napoli, in coincidenza con il declino di Maradona a seguito della positività alla cocaina che lo costrinsero a lasciare l'Italia in modo amaro. Dal 1991, senza più l'apporto del fuoriclasse argentino, la squadra si avviò verso un lento ma costante declino.

### L'inizio della crisi
La squadra partenopea, con il nuovo tecnico Claudio Ranieri e grazie all'apporto di giocatori del calibro di Zola, Ferrara, Careca e il nuovo arrivato Laurent Blanc, ottenne un discreto quarto posto nella stagione 1991-1992.

Gianfranco Zola

Ranieri venne dunque confermato e la campagna acquisti portò in azzurro giocatori come Daniel Fonseca e Roberto Policano. In Coppa UEFA il Napoli superò il primo turno grazie al 5-1 esterno contro il Valencia, con Fonseca autore di tutti e cinque gol dei partenopei, ma nel turno seguente il Paris Saint-Germain eliminò gli azzurri grazie ad una doppietta di George Weah nella gara di andata a Napoli. In campionato la squadra andò in crisi e, dopo un 1-5 interno contro il Milan alla nona giornata, Ranieri venne esonerato. Al suo posto ritornò Ottavio Bianchi, che non poté far altro che condurre la squadra ad una tranquilla salvezza.
Nel giugno del 1993 Ferlaino, coinvolto in vicende giudiziarie, lasciò la presidenza del club ad Ellenio Gallo, pur conservando il pacchetto di maggioranza della società.
Ferlaino lasciò la squadra a Gallo con diverse inadempienze finanziarie, che sancirono l'inizio di una crisi lenta e inesorabile. La squadra venne quindi svecchiata e subì molti cambiamenti: Bianchi ne diventò direttore generale e scelse come tecnico Marcello Lippi. Pilastri della squadra come Careca e Gianfranco Zola lasciarono Napoli, mentre molti giovani promettenti, come Fabio Cannavaro e Fabio Pecchia, ne divennero protagonisti. Dopo un primo periodo di crisi, Lippi decise di puntare sulle forze fresche e la stagione 1993-1994 finì con un buon sesto posto e la soddisfazione di aver sconfitto il Milan, prossimo a laurearsi campione d'Italia e d'Europa, grazie ad una rete di Paolo Di Canio, che realizzò anche il gol che all'ultima giornata contro il Foggia, valse la qualificazione dei partenopei alla Coppa UEFA.
Alla fine della stagione Lippi lasciò il Napoli per accasarsi alla Juventus, e con lui anche Ciro Ferrara, bandiera e capitano del Napoli, a causa delle sempre più incessanti voci di dissesto finanziario. Al posto dell'allenatore viareggino giunse Vincenzo Guerini e il Napoli in campo si affidò ad André Cruz, Alain Boghossian e all'ex numero dieci del Torino Benny Carbone, arrivato via Roma con Grossi e ben 18 miliardi, nell'affare che portò in terra capitolina Daniel Fonseca. La stagione cominciò male: Guerini fu licenziato dopo un 5-1 subito contro la Lazio e al suo posto arrivò Vujadin Boškov, che portò i partenopei al settimo posto, sfiorando la qualificazione alla Coppa UEFA con André Cruz e Alain Boghossian tra le sorprese del campionato.

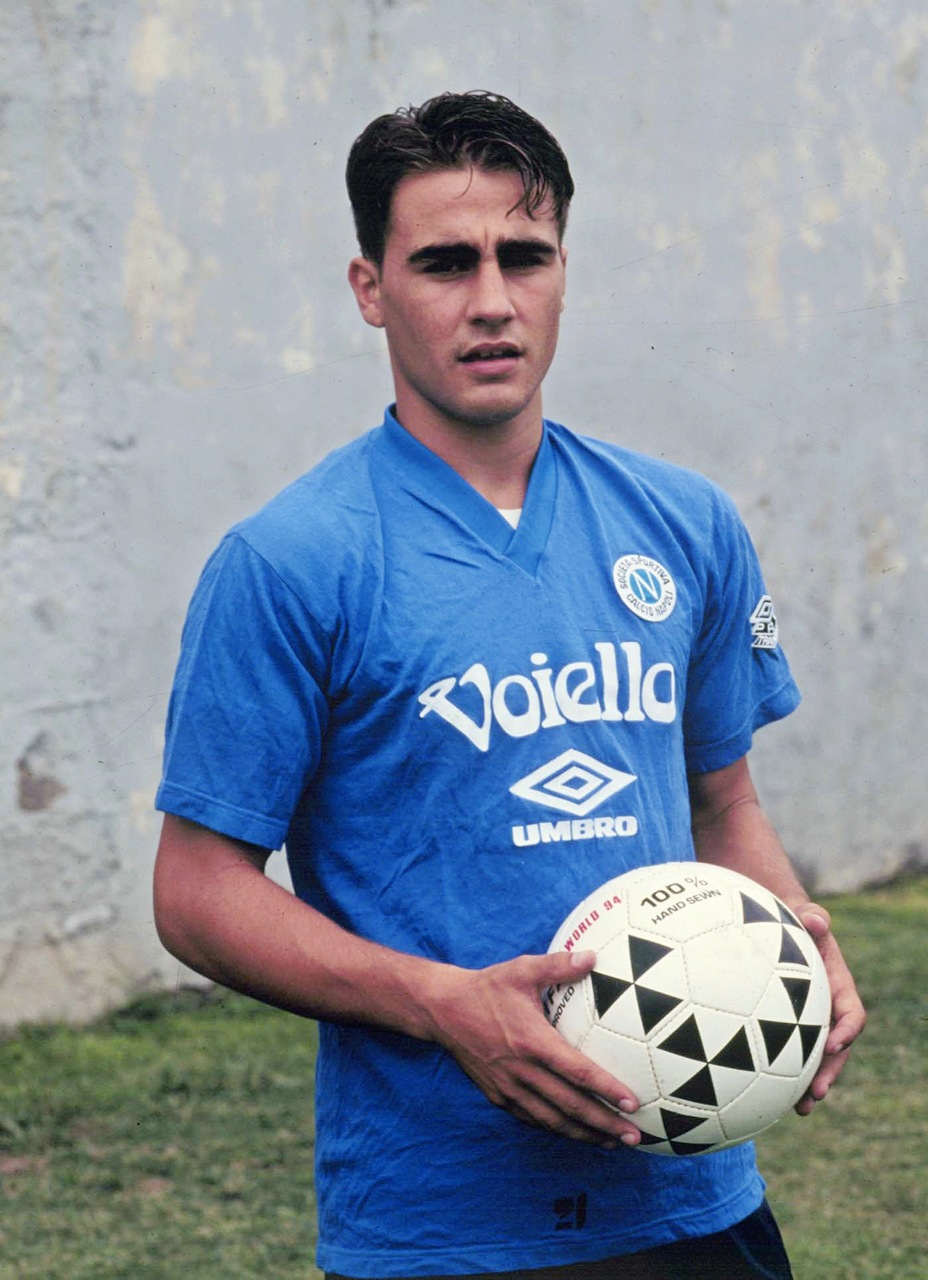
Fabio Cannavaro, campione del mondo e Pallone d'oro 2006, prodotto del vivaio partenopeo

Nel frattempo il presidente Gallo, per garantire la sopravvivenza del club, cercò di coinvolgere altri imprenditori, tra cui Mario Moxedano e l'imprenditore veneto Ettore Setten. Moxedano, temendo il ritorno di Ferlaino, si sfilò dall'operazione, e nel 1994 il consiglio di amministrazione del club deliberò l'assegnazione di due quote azionarie paritarie, ciascuna del 46,5%, a Ellenio Gallo (insieme al figlio Luis) e a Setten, mentre il restante 7% fu assegnato a soci di minoranza, tra cui Ferlaino. Un'ordinanza del tribunale civile annullò la delibera del CdA e nel 1995 Ferlaino acquisì nuovamente il controllo del club.

### Il declino
Dal 1995, per sanare i debiti del club, furono ceduti giocatori come Benito Carbone (all'Inter) e Fabio Cannavaro (al Parma), e iniziò il declino. Nel 1995-1996 la retrocessione venne sfiorata: il Napoli si salvò solo alla terz'ultima giornata, vincendo contro la Sampdoria 1-0, grazie ad un calcio di rigore trasformato in rete, nei minuti finali dell'incontro, da Arturo Di Napoli. Boškov lasciò la squadra per i deludenti risultati avuti.
Nella stagione 1996-1997 la formazione azzurra allenata da Gigi Simoni fu la rivelazione della prima parte del campionato: alla sosta natalizia era al secondo posto a pari merito con il Vicenza e dietro alla Juventus; nel girone di ritorno, tuttavia, la squadra crollò (3 vittorie in 17 gare) e, dopo l'esonero di Simoni sostituito da Vincenzo Montefusco, allenatore della Primavera, non andò oltre la dodicesima piazza. Notevole fu, invece, il cammino in Coppa Italia. Eliminati il Monza, il Pescara (entrambe per 0-1), la Lazio (1-0 e 1-1) nei quarti e l'Inter (doppio 1-1 e vittoria ai rigori) in semifinale, il Napoli arrivò in finale contro il Vicenza. Nell'andata al San Paolo gli azzurri si imposero per 1-0 con rete di Fabio Pecchia, ma la gara di ritorno al Menti terminò 1-0 per i veneti dopo i 90 minuti regolamentari e, nei tempi supplementari, complice l'espulsione di Nicola Caccia, i biancorossi realizzarono altri due gol negli ultimi tre minuti, reti che valsero il trofeo e l'accesso alla Coppa delle Coppe 1997-1998.

### In Serie B dopo trentatré anni
Ceduta anche l'ultima bandiera del Napoli, Fabio Pecchia, nonostante l'acquisto di giocatori come Claudio Bellucci e Igor Protti (capocannoniere della Serie A 1995-1996), nella stagione 1997-1998 la crisi degli anni precedenti arrivò al culmine. Durante l'anno si succedettero sulla panchina del Napoli ben quattro allenatori (nell'ordine: Mutti, Mazzone, Galeone, Montefusco) e tre direttori tecnici (nell'ordine: Ottavio Bianchi, Salvatore Bagni e Antonio Juliano), e in campo ben quaranta calciatori (fra cui l'ormai anziano Giuseppe Giannini, Reynald Pedros, Aljoša Asanović, William Prunier, José Luis Calderón, Massimiliano Allegri), ma nessuno di loro riuscì a evitare la débâcle azzurra: con un bottino di soli quattordici punti – peggior prestazione di sempre in Serie A della squadra – il Napoli, ultimo in classifica, retrocedette in Serie B dopo trentatré anni consecutivi di permanenza nella massima serie.
Il primo anno in cadetteria fu mediocre: la squadra, allenata da Renzo Ulivieri, annoverava nell'organico giocatori "blasonati" ma sul viale del tramonto come Igor Šalimov e Roberto Murgita e non riuscì mai ad inserirsi nella lotta per la promozione. A gennaio arrivò l'attaccante Stefan Schwoch, ma la stagione era ormai compromessa e il Napoli chiuse il torneo a metà classifica.

Il Napoli che ottenne il ritorno in massima serie al termine del campionato 1999-2000

Il ritorno in Serie A avvenne solo l'anno dopo, al termine della stagione 1999-2000, grazie all'oculata gestione del nuovo allenatore Novellino e alle ottime prestazioni di Schwoch, che con 22 reti realizzate eguagliò il record di gol messi a segno in una singola stagione con la maglia azzurra, detenuto fino a quel momento da Antonio Vojak. Quell'anno il Napoli aveva nel proprio organico elementi di sicuro avvenire, come Massimo Oddo, Matuzalem, Roberto Stellone e Luciano Galletti. Il 7 luglio 2000 entrò in società l'imprenditore romagnolo Giorgio Corbelli, che affiancò Ferlaino alla guida del club ricoprendo la carica di presidente.

## Anni 2000

### La retrocessione del 2000-2001
Nonostante i meriti e l'affetto dei tifosi, i due protagonisti del ritorno in massima serie (il tecnico Novellino e l'attaccante Schwoch) non ottennero la riconferma: l'allenatore passò al Piacenza, mentre l'attaccante venne ceduto al Torino per pagare gli ormai noti e opprimenti debiti. Il Napoli si affidò dunque al tecnico boemo Zdeněk Zeman, esonerato dopo sei partite e sostituito con Emiliano Mondonico. Nonostante alcune significative vittorie (6-2 contro la Reggina, 2-1 in casa dei campioni d'Italia in carica della Lazio e 1-0 all'Inter) e la presenza in squadra di calciatori come Edmundo, Amauri (arrivati entrambi nel mercato di gennaio), Matuzalem, Marek Jankulovski, Nicola Amoruso e Claudio Bellucci, il Napoli non riuscì ad evitare l'immediato ritorno in serie cadetta, sancito all'ultima giornata dall'ininfluente vittoria contro la Fiorentina.
Per il successivo campionato di Serie B il ruolo di allenatore fu affidato a Luigi De Canio. La squadra, competitiva e fra le favorite per la promozione, lottò fino all'ultima giornata per ritornare in Serie A, riuscendo a risalire dai bassifondi della classifica fino ai primi posti grazie a una lunga serie di risultati utili consecutivi. Ciononostante, nella partita decisiva, in casa contro la Reggina, ottenne solo un pareggio (1-1) e chiuse al quinto posto, con la massima serie soltanto sfiorata.
Il 22 giugno 2002 Corbelli, per evitare una ormai più che probabile bancarotta, cedette le sue quote societarie all'industriale alberghiero Salvatore Naldi, che affidò la squadra all'allenatore Franco Colomba. Il mediocre rendimento della squadra, che si ritrovò anche al penultimo posto in classifica, portò all'esonero del tecnico e all'ingaggio di Franco Scoglio, che lasciò l'incarico di CT della Libia. La squadra risalì timidamente la classifica, ma poi andò di nuovo in crisi e in panchina venne richiamato Colomba, il quale riuscì nell'intento di salvare la squadra da una clamorosa retrocessione in C1 solo all'ultima giornata con un pareggio a Messina.
Nella stagione 2003-2004 le difficoltà finanziarie impedirono l'adeguato potenziamento della squadra: l'allenatore Andrea Agostinelli venne esonerato in corso d'opera per far posto al rientrante Luigi Simoni, ma il risultato fu un mediocre piazzamento di centro classifica.

### Il fallimento e la rinascita
Alla crisi di risultati si aggiunse l'ormai compromessa situazione finanziaria, che portò nell'estate del 2004 al fallimento del club e alla conseguente perdita del titolo sportivo.. Dopo gli ultimi mesi di vita passati tra amministrazioni controllate e ricapitalizzazioni, molti sono gli imprenditori che, senza successo, provano a riportare il calcio a Napoli. Dopo gli illusori proclami di Luciano Gaucci di iscrivere la squadra con la denominazione Napoli Sportiva mediante l'escamotage del fitto del ramo di azienda, subito fallito sul nascere, nel mese di agosto è però l'imprenditore cinematografico Aurelio De Laurentiis a rilevare per quasi 30 milioni di euro il titolo sportivo dalla curatela fallimentare del tribunale di Napoli e iscrivere la squadra, con la denominazione Napoli Soccer, al campionato di Serie C1. Nel ruolo di Direttore Generale della neonata società venne scelto Pierpaolo Marino, già dirigente azzurro nella seconda metà degli anni 1980.

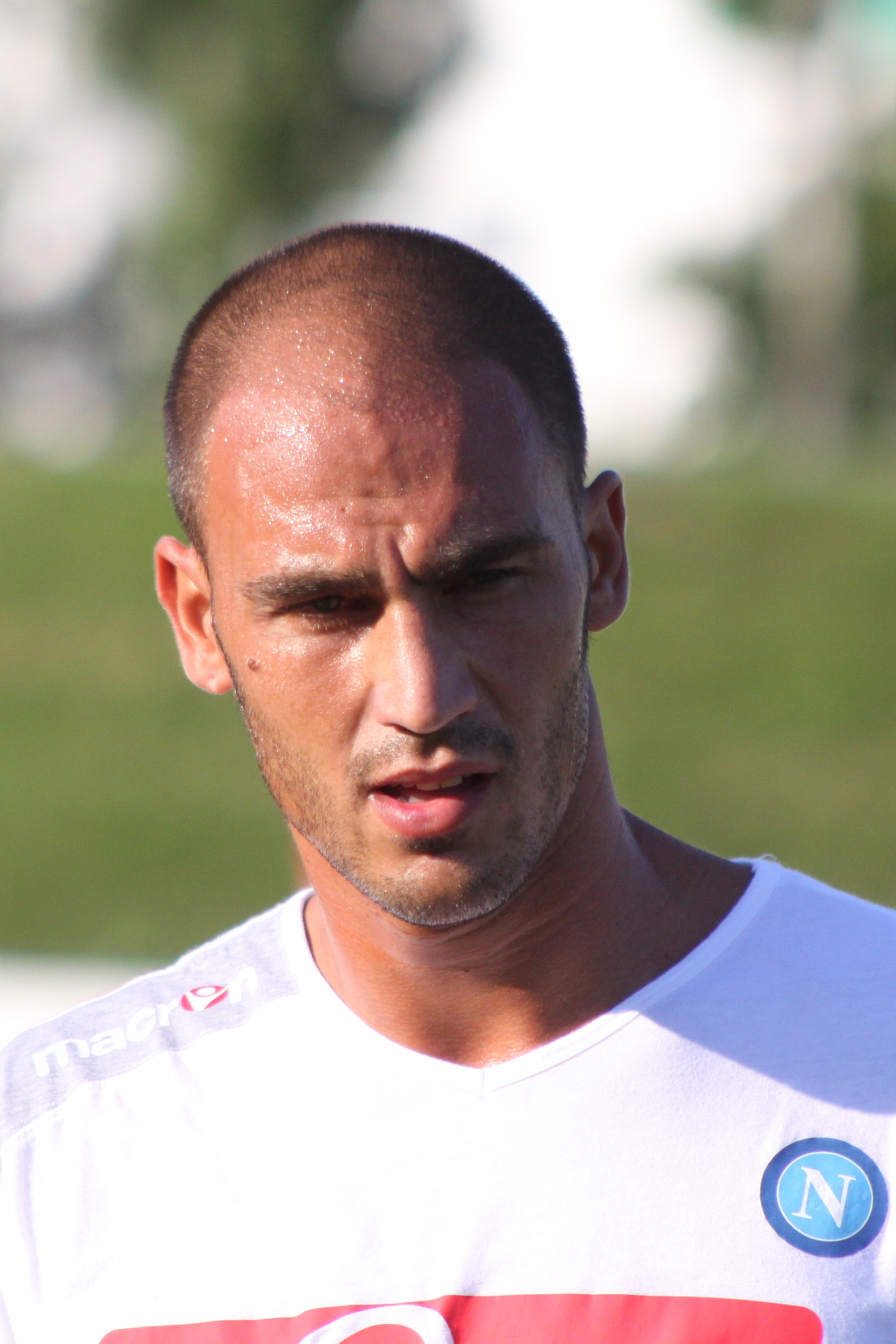
Paolo Cannavaro, capitano del Napoli dal 2008 al 2013.

La società prese parte alla Serie C1 2004-2005. In quella stagione la squadra – costretta anche a una campagna acquisti effettuata in tempi ristretti – terminò il girone di andata a due punti dalla zona play-off. Con gli acquisti di calciatori di buon livello come Emanuele Calaiò, Piá e Marco Capparella e in seguito all'esonero del tecnico Gian Piero Ventura (cui subentra Edoardo Reja), il Napoli arrivò terzo alla fine del campionato, ma perse la finale play-off contro l'Avellino, pareggiando 0-0 in casa e perdendo 2-1 ad Avellino. L'intera estate venne vissuta con la speranza, rivelatasi poi vana, di un ripescaggio in cadetteria.
Nella stagione 2005-2006 il Napoli ebbe un notevole avvio sia in campionato che in Coppa Italia, competizione nella quale venne eliminato solo agli ottavi di finale dalla Roma (prima aveva eliminato Pescara, Reggina e Piacenza). Gli azzurri vennero promossi nella serie cadetta con tre giornate d'anticipo sulla fine della stagione regolare, con Emanuele Calaiò che si mise in evidenza segnando diciotto reti.
Al termine della stagione, il 23 maggio 2006, il presidente De Laurentiis, mantenendo la promessa fatta all'atto della sua acquisizione del titolo sportivo dalle mani del tribunale, restituì al club la denominazione originaria di Società Sportiva Calcio Napoli, volutamente non utilizzata nei due campionati di terza serie. L'ultimo atto dell'annata fu la finale di Supercoppa di Serie C1 persa contro lo Spezia: nella doppia finale prevalse la squadra ligure grazie allo 0-0 interno nella gara d'andata e all'1-1 al "San Paolo".
Per il campionato 2006-2007 la squadra acquistò Paolo Cannavaro, Samuele Dalla Bona, Maurizio Domizzi, Cristian Bucchi (capocannoniere della Serie B 2005-2006), il giovane difensore austriaco György Garics e il trequartista Roberto De Zerbi. In campionato la squadra si mantenne costantemente nelle prime tre posizioni; infine, registrata la promozione della Juventus, il Napoli giunse al confronto diretto dell'ultima giornata, in casa del Genoa, secondo in classifica e con un punto di vantaggio proprio sui liguri. Il pareggio a reti bianche di Marassi e il concomitante pareggio del Piacenza (unica squadra che era ancora in gioco per eventuali play-off), fu sufficiente a garantire sia al Napoli che al Genoa la promozione diretta, festeggiata insieme dalle due tifoserie (gemellate dal 1982) da troppo tempo lontane dal massimo palcoscenico calcistico nazionale.

### Il ritorno in Serie A

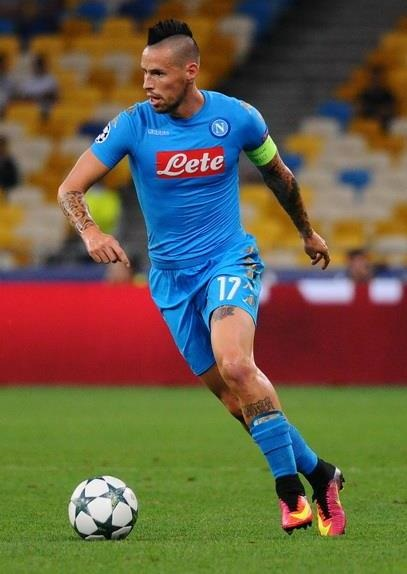
Marek Hamšík, leader dei partenopei dal 2007 al 2019. Il centrocampista slovacco, dal 2014 anche capitano del club, è il primatista di presenze degli azzurri nelle coppe europee.

Per il ritorno in Serie A, a sei anni dalla precedente apparizione, il Napoli modificò leggermente la propria politica gestionale, puntando ancor di più, rispetto al passato, su giovani talenti che consentissero con basse spese di avere buoni rendimenti immediati e futuri – in primis l'attaccante argentino Ezequiel Lavezzi, il centrocampista slovacco Marek Hamšík e il mediano uruguaiano Walter Gargano –, affiancandoli a giocatori di esperienza come Manuele Blasi, Marcelo Zalayeta e Matteo Contini; in panchina venne confermato Reja, che divenne uno dei tecnici più longevi della storia del club. Nel mercato di gennaio, poi, vennero acquistati Daniele Mannini e Fabiano Santacroce dal Brescia, Michele Pazienza dalla Fiorentina e Nicolás Navarro dall'Argentinos Juniors.
In campionato, il Napoli superò squadre importanti come Inter, Milan e Juventus e chiuse all'ottavo posto con 50 punti, centrando la qualificazione per l'Intertoto dopo quasi quattordici anni dall'ultima partecipazione in una competizione europea. In Coppa Italia gli azzurri vennero eliminati dalla Lazio agli ottavi di finale (3-2 in totale: 2-1 a Roma e 1-1 a Napoli). Il capocannoniere azzurro in campionato fu il ventenne centrocampista Marek Hamšík con 9 reti.

### Di nuovo in Europa: dall'Intertoto all'Europa League
In vista della stagione successiva, Pierpaolo Marino mise a segno cinque acquisti: Leandro Rinaudo dal Palermo, Christian Maggio dalla Sampdoria, Germán Denis dall'Independiente, Salvatore Aronica dalla Reggina, Andrea Russotto arrivato con la formula del prestito con diritto di riscatto dal Bellinzona e confermò per il quarto anno di fila Reja come allenatore. Nel mercato di gennaio venne invece messo a segno l'acquisto di Jesús Dátolo dal Boca Juniors, mentre dalla lista degli svincolati viene ingaggiato il portiere Luca Bucci.
Superati i greci del Panionios in Intertoto (arrivata alla sua ultima edizione) e gli albanesi del Vllaznia nei preliminari di UEFA, il Napoli si qualificò per il tabellone principale, dove venne eliminato dal Benfica al primo turno. In Coppa Italia la squadra uscì ai calci di rigore contro la Juventus nei quarti di finale. In campionato gli azzurri partirono con notevole slancio (20 punti nelle prime 9 giornate) e chiusero il girone di andata al quinto posto, ma un clamoroso tracollo portò la squadra a tre mesi e mezzo senza vittorie; ne fece le spese il tecnico Reja, esonerato dopo più di quattro anni di militanza sulla panchina azzurra e sostituito dall'ex CT della Nazionale Roberto Donadoni. Il Napoli raccolse appena 13 punti nel girone di ritorno, chiudendo il campionato al 12º posto con 46 punti. Marek Hamšík si confermò capocannoniere dei partenopei con 9 reti.
La società partenopea decise di voltare pagina e intervenne con decisione sul mercato: arrivarono Fabio Quagliarella, Luca Cigarini, Hugo Campagnaro, Juan Camilo Zúñiga, Morgan De Sanctis e l'attaccante austriaco Erwin Hoffer. Sul fronte partenze, le cessioni più rilevanti furono quelle di Daniele Mannini (passato in comproprietà alla Sampdoria nell'ambito dell'operazione Campagnaro), Manuele Blasi e Marcelo Zalayeta, ceduti in prestito rispettivamente a Palermo e Bologna.

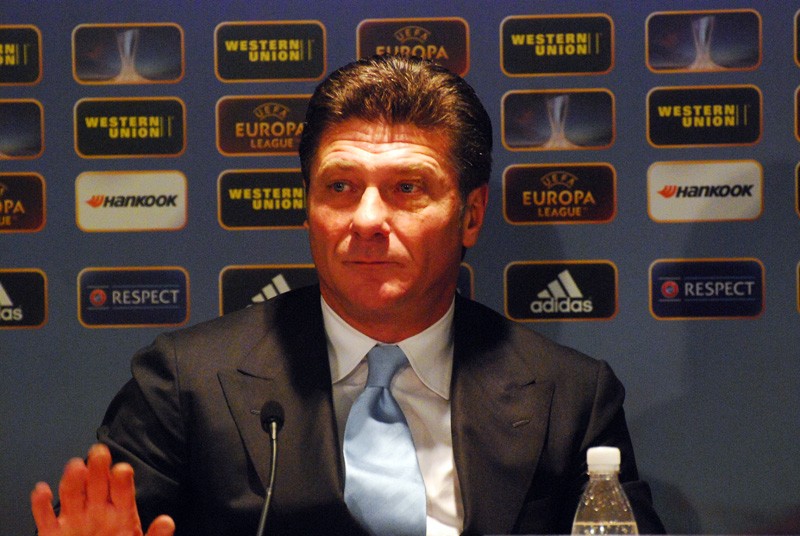
Walter Mazzarri, sulla panchina napoletana dal 2009 al 2013, pose le basi per il ritorno ai vertici del club.

L'inizio di campionato sembrò però ricalcare il rendimento mediocre della stagione precedente, e così venne rivoluzionata la struttura societaria: il 28 settembre 2009 si interruppe consensualmente, dopo 5 anni, con il DG Pierpaolo Marino, colui che aveva affiancato De Laurentiis fin dai primi e difficili giorni di vita della nuova società, nonostante il contratto rinnovato solo pochi mesi prima. Stessa sorte toccò a Roberto Donadoni, sollevato dall'incarico il 6 ottobre dopo aver raccolto 7 punti in 7 partite, e sostituito con Walter Mazzarri. Contemporaneamente, dalla Reggina arrivò il Direttore Sportivo Riccardo Bigon, figlio di Alberto, allenatore del secondo scudetto azzurro. Sotto la guida del tecnico toscano il Napoli inanellò una serie di 15 risultati utili consecutivi, tra cui le vittorie in casa di Fiorentina e Juventus, che permisero ai partenopei di chiudere il girone d'andata al terzo posto, eventualità che non si verificava dalla stagione 1991-1992. Nonostante una leggera flessione nel girone di ritorno, il Napoli chiuse il torneo al 6º posto con 59 punti, miglior risultato dalla stagione 1993-1994 e record di punti in massima serie con i 3 punti per vittoria, garantendosi così l'accesso diretto all'Europa League. Per il terzo campionato consecutivo, Marek Hamšík fu il capocannoniere della squadra (12 gol).

## Anni 2010

### Il ritorno in Champions e la quarta Coppa Italia

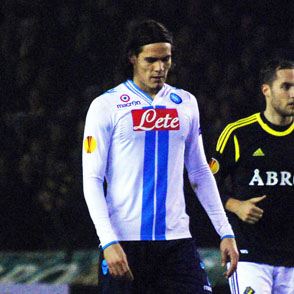
Edinson Cavani, trascinatore assoluto del Napoli di Mazzarri. L'attaccante uruguaiano è primatista di reti con la maglia degli azzurri nelle competizioni calcistiche europee.

Nella stagione seguente, confermato Mazzarri alla guida tecnica, il Napoli puntò sulla conferma dell'ossatura della squadra cui venne aggiunto l'attaccante uruguaiano Edinson Cavani, proveniente dal Palermo, con la conseguente cessione di Fabio Quagliarella alla Juventus, con conseguenti polemiche dei tifosi sia verso la società che verso il giocatore, reo di aver accettato la corte di uno storico nemico. Cavani però si rese protagonista di una stagione dal notevole rendimento, caratterizzata da 26 gol in campionato (battuto il precedente record di Antonio Vojak) e 33 complessivi in stagione, che contribuirono a mantenere la squadra azzurra costantemente ai vertici della classifica; il Napoli è comunemente designato come principale avversario del Milan nella lotta-scudetto, e l'inseguimento dura fino al finale di campionato, che la squadra conclude al terzo posto (70 punti, nuovo record con i 3 punti per vittoria) e alla conseguente partecipazione diretta in UEFA Champions League, competizione dalla quale i partenopei mancavano da 21 anni..
Nella stagione 2011-2012 – in vista della quale gli azzurri acquistano, tra gli altri, il centrocampista svizzero Gökhan Inler, proveniente dall'Udinese – il Napoli chiude il campionato al quinto posto, mancando la qualificazione in Champions League a causa di una sconfitta contro il Bologna alla penultima giornata. Notevole il rendimento offerto nelle coppe, con gli azzurri che accedono agli ottavi di Champions League dopo aver eliminato il Manchester City nella fase a gironi, cedendo solo di fronte ai futuri campioni del Chelsea; la stagione è caratterizzata soprattutto dalla vittoria della Coppa Italia, la quarta della storia del Napoli, a ventidue anni dall'ultimo trofeo e primo alloro della presidenza De Laurentiis e in assoluto del dopo-Maradona: il club partenopeo se l'aggiudica superando per 2 a 0 l'ancora imbattuta Juventus campione d'Italia, con reti di Cavani dal dischetto e Hamsik, nella finale unica giocata il 20 maggio 2012 allo Stadio Olimpico di Roma.
Nel campionato successivo, i partenopei lottano a lungo per lo scudetto contro la Juventus e conquistano il secondo posto finale con 78 punti, qualificandosi in Champions League dopo un anno di assenza; gli azzurri, inoltre, chiudono il torneo col miglior attacco (73 reti realizzate), mentre Edinson Cavani è capocannoniere con 29 gol. In Coppa Italia, nonostante sia il detentore, il Napoli viene eliminato negli ottavi perdendo per 2-1 in casa contro il Bologna. In UEFA Europa League, infine, i partenopei vengono eliminati a sorpresa nei sedicesimi di finale per mano dei cechi del Viktoria Plzeň. Al termine del torneo si interrompe dopo quattro stagioni il rapporto con l'allenatore Walter Mazzarri, che va a scadenza di contratto e si accasa all'Inter.

### Ciclo Benítez (2013-2015): la quinta Coppa Italia e la seconda Supercoppa italiana

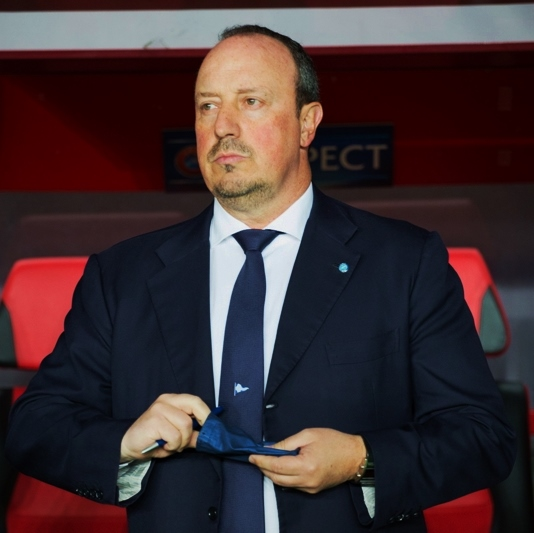
Rafael Benítez, vincitore nel 2014 di Coppa Italia e Supercoppa Italiana sulla panchina napoletana.

Il club azzurro rimpiazzò Mazzarri con lo spagnolo Rafael Benítez. Il Napoli cedette Cavani al Paris Saint-Germain e acquistò tre giocatori provenienti dal Real Madrid: gli attaccanti Gonzalo Higuaín e José María Callejón e il difensore Raúl Albiol. Il portiere Morgan De Sanctis lasciò il Napoli per la Roma e il suo posto venne preso da José Manuel Reina. Acquisto degno di nota fu anche quello del belga Dries Mertens, che sarebbe risultato determinante nel prosieguo della sua prima annata con i partenopei. Paolo Cannavaro, messo ai margini della rosa, fu ceduto durante la sessione invernale di calciomercato; Marek Hamšík gli successe come nuovo capitano. In UEFA Champions League il Napoli fu eliminato nella prima fase a gironi, nonostante un bottino di 12 punti, piazzandosi alle spalle degli inglesi dell'Arsenal e dei tedeschi dell Borussia Dortmund per una mera questione di peggiore differenza reti nella classifica avulsa; avuto accesso alla fase a eliminazione diretta di Europa League, superò ai sedicesimi i gallesi dello Swansea City, ma uscì agli ottavi di finale contro i portoghesi del Porto. In campionato, pur a fronte del buon cammino iniziale della squadra, qualche passo falso di troppo fece scivolare gli azzurri in terza posizione, alle spalle di Roma e Juventus. Alla fine della stagione la squadra riuscì, in ogni caso, a portare a casa un trofeo, la quinta Coppa Italia della propria storia, vincendo per 3-1 contro la Fiorentina la finale del 3 maggio all'Olimpico di Roma.

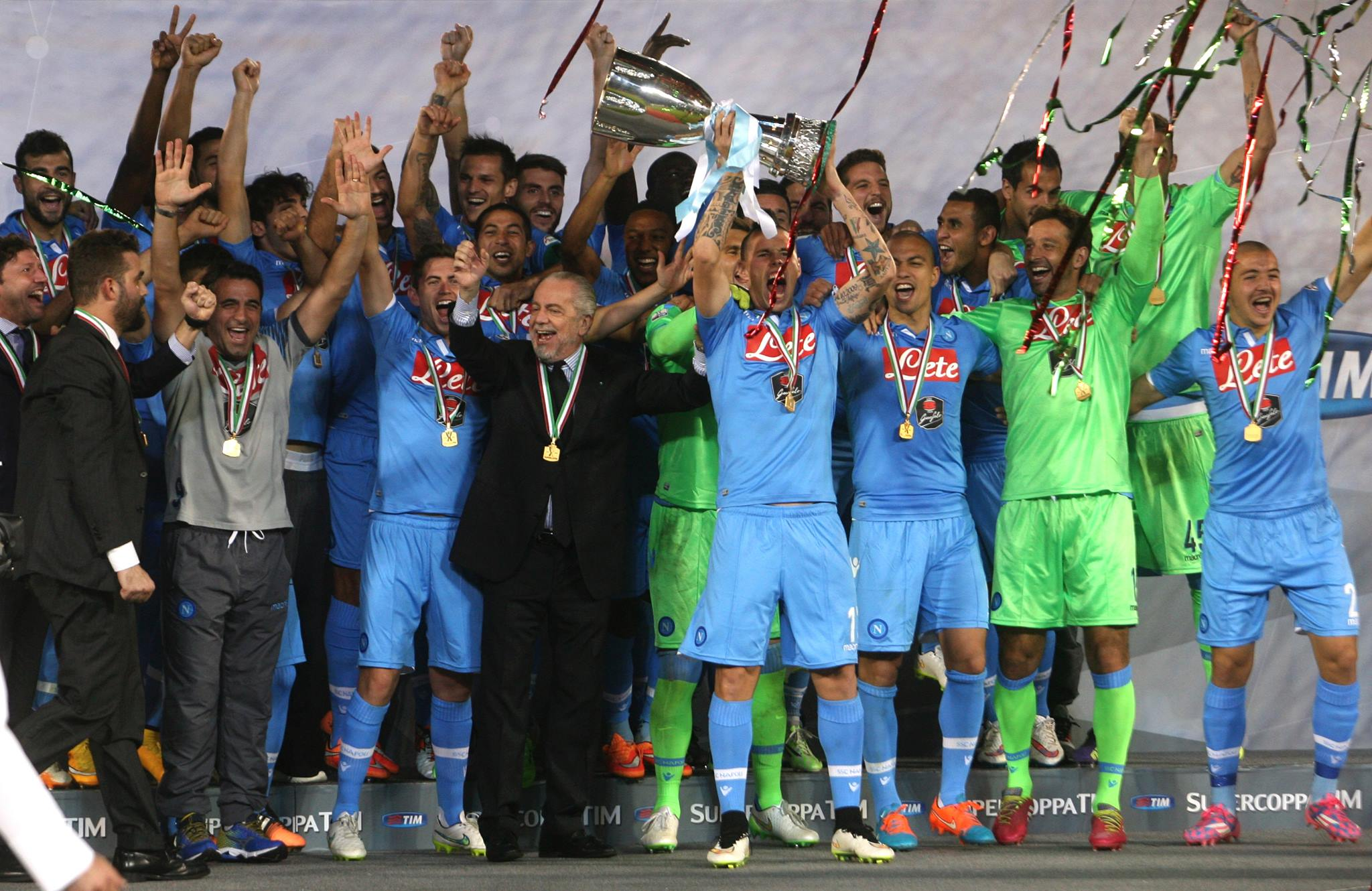
La squadra festeggia la vittoria della sua seconda Supercoppa italiana

La stagione successiva cominciò con i play-off di UEFA Champions League contro l'Athletic Bilbao, da cui la compagine napoletana fu eliminata (pareggio all'andata in casa e sconfitta in trasferta), accedendo comunque all'Europa League. Il 22 dicembre a Doha, in Qatar, il Napoli vinse per la seconda volta la Supercoppa italiana, sconfiggendo ai tiri di rigore, per 6-5, la Juventus, dopo che la partita si era conclusa con il risultato di 2-2 ai supplementari (doppiette per i bianconeri di Tévez, e per i partenopei di Higuaín). Eliminato ai preliminari di UEFA Champions League ad agosto dagli spagnoli dell'Athletic Bilbao, il Napoli retrocesse in Europa League, dove raggiunse le semifinali, traguardo che agli azzurri mancava in campo continentale da ventisei anni; qui la squadra fu estromessa dagli ucraini del Dnipro. Al termine della stagione, si interruppe, dopo sole due stagioni, il rapporto con il tecnico Benítez, giunto a scadenza di contratto. Anche il direttore sportivo Riccardo Bigon lasciò la squadra dopo circa sei anni di militanza. La stagione si chiuse con un deludente quinto posto: la sconfitta per 2-4 all'ultima giornata contro la Lazio non consentì ai partenopei di qualificarsi ai preliminari di UEFA Champions League, obiettivo che invece fu raggiunto proprio dagli avversari biancocelesti. Alla fine dell'anno solare il Napoli sarebbe stato premiato come terzo miglior club al mondo del 2015 dall'IFFHS.

### Ciclo Sarri (2016-2019)

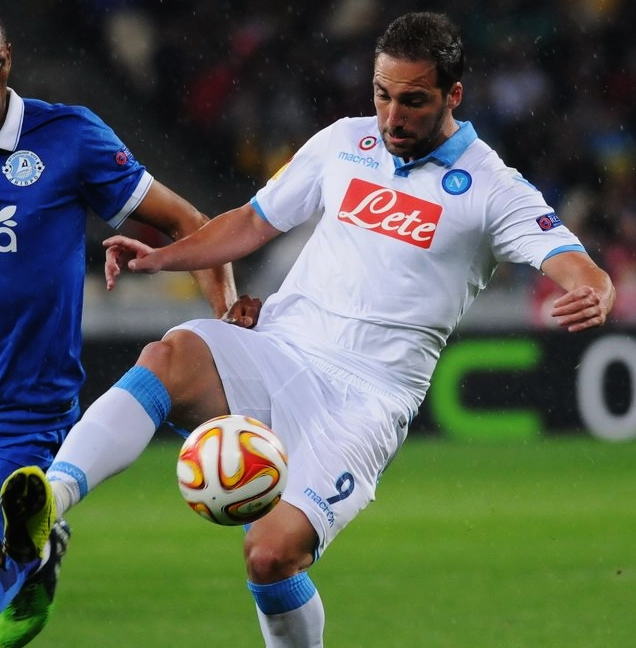
Gonzalo Higuaín, autore in maglia azzurra del record di gol in un singolo campionato di Serie A (36) nell'edizione 2015-2016.

Chiuso il biennio Benítez, nell'estate del 2015 la società partenopea affidò la panchina a Maurizio Sarri, il quale improntò la squadra su un gioco offensivo, veloce e palla a terra. Il 30 novembre, grazie alla vittoria per 2-1 sull'Inter, il nuovo tecnico riportò il Napoli al primo posto solitario in massima serie, a oltre un quarto di secolo dall'ultima volta; inoltre nel gennaio 2016 gli azzurri fecero proprio, dopo ventisei anni, il simbolico titolo di campione d'inverno, traguardo che non veniva raggiunto dagli azzurri dalla stagione 1989-1990, quella del secondo scudetto napoletano. Tuttavia, in seguito alla sconfitta nello scontro diretto della venticinquesima giornata contro la Juventus, il Napoli perse il comando della classifica a vantaggio dei bianconeri, i quali vinsero poi il campionato con nove punti di distacco sui campani, a quali non bastarono i 36 gol del capocannoniere Gonzalo Higuaín, capace dopo 66 anni di battere il precedente primato di reti in una singola stagione del campionato italiano, stabilito da Gunnar Nordahl. Il Napoli chiuse al secondo posto con 82 punti, superando per la prima volta gli 80 punti in classifica.

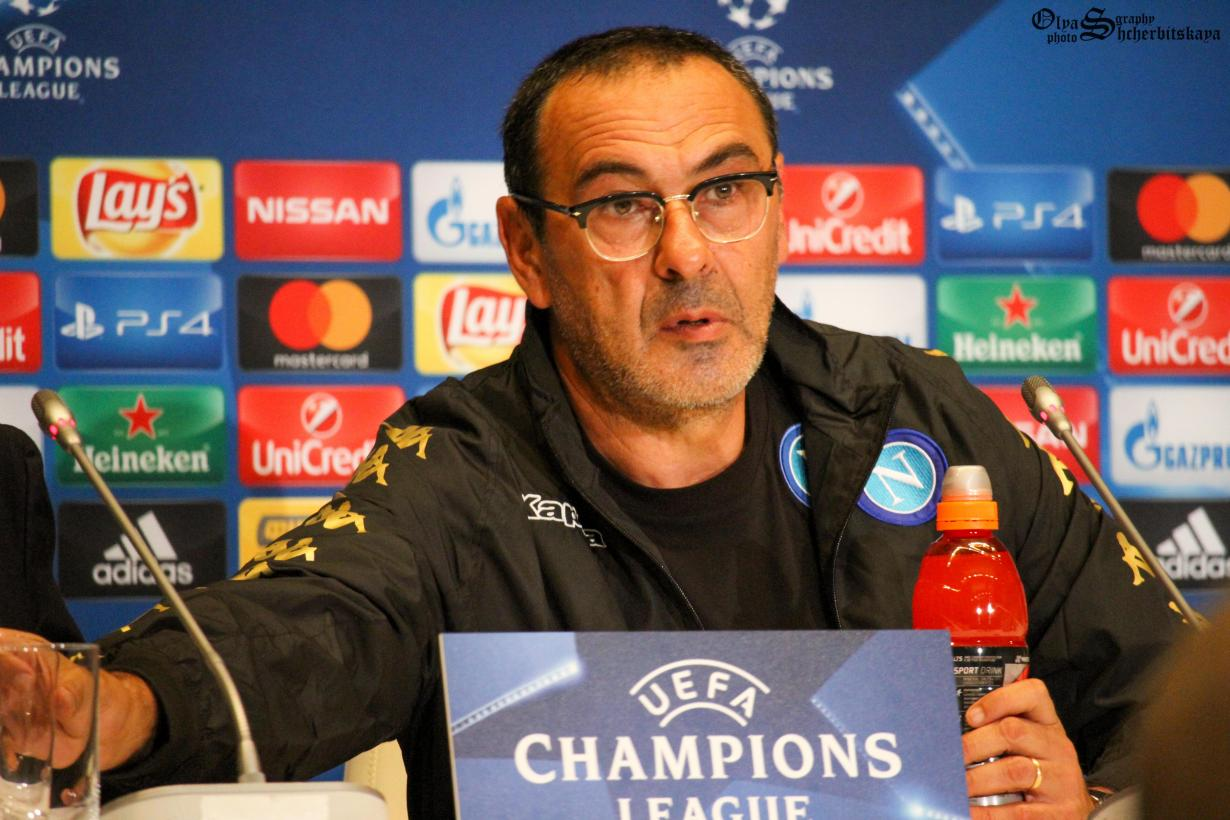
Maurizio Sarri porta il Napoli al suo record di punti (91) nel campionato 2017-2018

Nonostante la perdita del succitato Higuaín, ceduto nell'estate seguente per una cifra-record proprio alla Juventus, il Napoli, sospinto dai gol di Dries Mertens, ormai consacratosi quale efficacissimo terminale offensivo e capace di sopperire alla lunga assenza dell'infortunato Arkadiusz Milik, si mantenne ai vertici del calcio italiano, terminando il campionato 2016-2017 al terzo posto con 86 punti, dietro ai bianconeri e alla Roma. Buono fu anche il percorso nelle coppe: l'eliminazione dalla Coppa Italia giunse solo in semifinale contro la Juventus, mentre in UEFA Champions League, dopo aver chiuso al primo posto il girone, i partenopei uscirono agli ottavi di finale contro il Real Madrid.
Per la stagione 2017-2018 la squadra puntò decisamente sul campionato, affidandosi ancora una volta al consolidato gruppo di reduci delle stagioni passate. Grazie a un filotto iniziale di otto vittorie consecutive, il Napoli balzò in vetta solitaria alla settima giornata, mantenendo il primato in classifica fino alla quattordicesima, allorquando la sconfitta interna contro la Juventus (0-1, rete dell'ex Higuain) costò il sorpasso dell'Inter. Approfittando però di un susseguente calo dei nerazzurri, gli uomini di Sarri si laurearono campioni d'inverno con 48 punti. Gli azzurri vinsero anche le prime sette partite del girone di ritorno, ma la sconfitta interna contro la Roma (2-4) e il pareggio esterno con l'Inter costarono, alla ventottesima giornata, il sorpasso juventino. Il Napoli, nondimeno, andando a vincere lo scontro diretto di Torino (0-1, rete di Koulibaly al 90') in aprile, accorciò il divario a -1 a quattro giornate dal termine, riaprendo le sorti del campionato. Tuttavia due successivi e impronosticabili passi a vuoto (sconfitta esterna con la Fiorentina e pari casalingo con il Torino) lasciarono via libera alla Juventus verso il titolo; al Napoli non bastò un bottino di 91 punti, tuttora un record in Serie A per una squadra seconda classificata, ma insufficienti dinanzi ai 95 dei bianconeri scudettati.

## Anni 2020

### Da Ancelotti a Gattuso (2019-2021): la sesta Coppa Italia

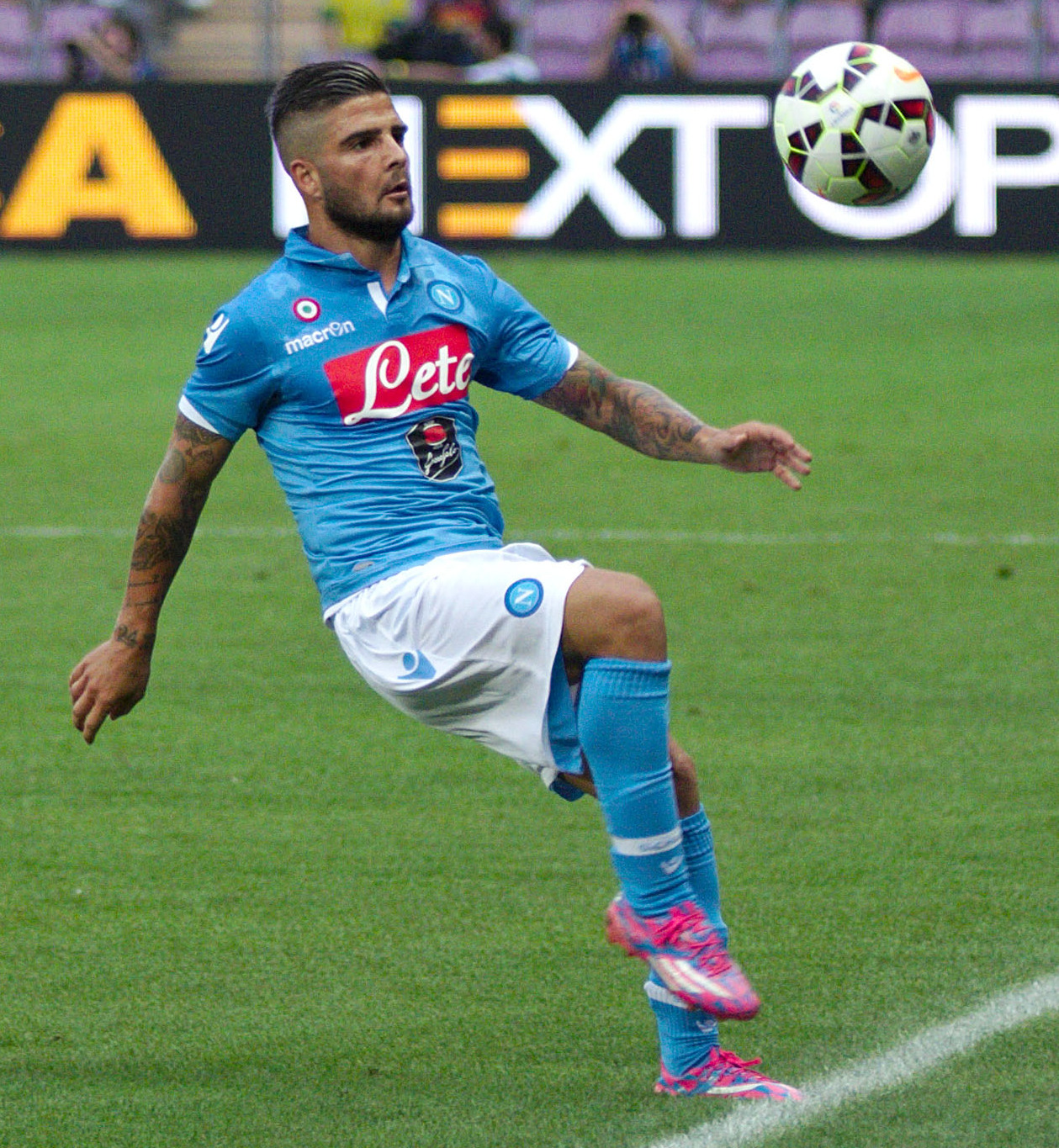
Lorenzo Insigne, prodotto del vivaio partenopeo e capitano degli azzurri dal 2019 al 2022

Alla fine della stagione Sarri lasciò il club per accasarsi al Chelsea e fu sostituito da Carlo Ancelotti, il quale portò la squadra al secondo posto nella stagione 2018-2019, qualificandola alla successiva edizione della UEFA Champions League. La stagione, segnata dalla partenza, a febbraio, della 32enne bandiera Marek Hamšík, trasferitosi nel campionato cinese, vide i partenopei veleggiare al secondo posto senza particolari patemi, senza mai insidiare, però, il primato della Juventus. Se il cammino in Coppa Italia si chiuse ai quarti di finale contro il Milan, il percorso in UEFA Champions League fu di spessore: la squadra, inserita in un complicato girone con Liverpool, Paris Saint-Germain e Stella Rossa, fallì la qualificazione agli ottavi di finale solo all'ultima giornata del raggruppamento, perdendo sul campo dei Reds; retrocessa in Europa League, uscì ai quarti di finale contro l'Arsenal.

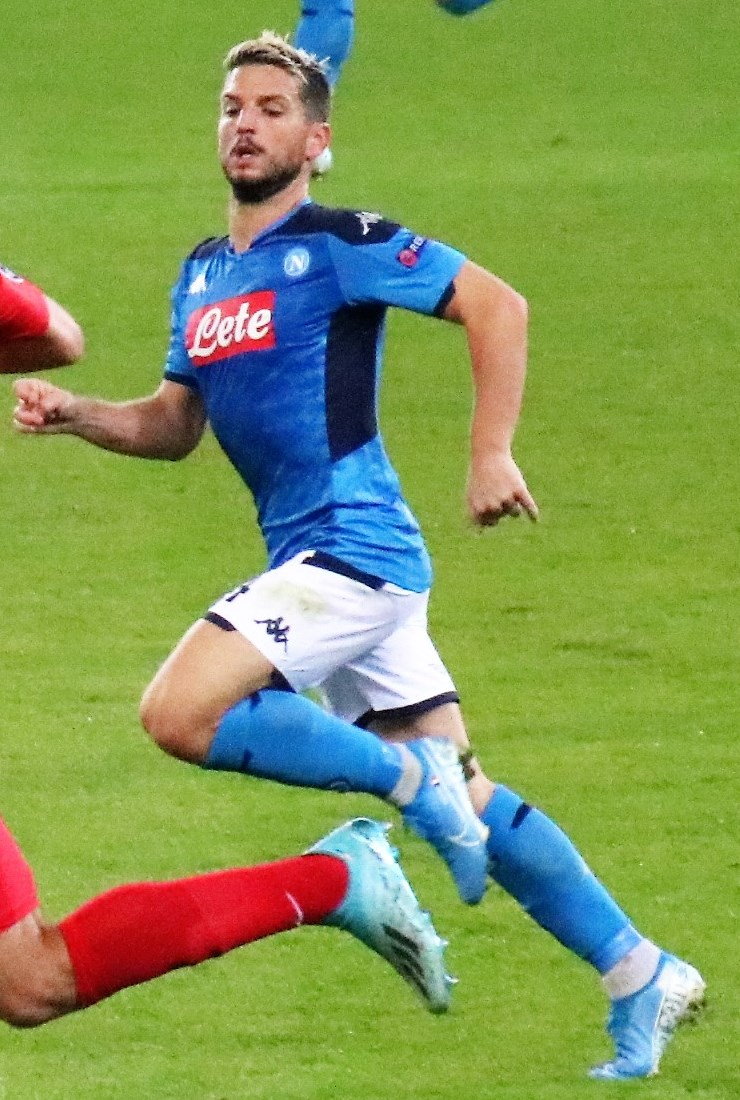
Dries Mertens, miglior marcatore di tutti i tempi del Napoli

L'annata 2019-2020 si rivela più complicata per la compagine di Ancelotti, che accusa un vistoso calo in campionato, non riuscendo a vincere per ben due mesi. Parallelamente alla crisi di risultati, emergono contrasti tra il presidente, l'allenatore e i calciatori, sfociati in un ammutinamento della squadra; questa situazione conduce in dicembre all'esonero del tecnico emiliano, sostituito da Gennaro Gattuso. Il tecnico calabrese porta gli azzurri al riscatto in Coppa Italia, dove eliminano prima il Perugia e poi la detentrice Lazio; dopo la sospensione della stagione a causa della pandemia di COVID-19, la squadra elimina l'Inter in semifinale – con Dries Mertens autore nell'occasione del gol che ne fa il migliore marcatore della storia napoletana – e supera in finale la Juventus ai tiri di rigore, mettendo in bacheca la sesta coppa nazionale nella storia del club, a sei anni dal precedente successo nella manifestazione, ma mentre in Champions si qualifica agli ottavi di finale, dove esce contro il Barcellona, in campionato termina al settimo posto.
La stagione successiva si rivela piena di alti e bassi per la squadra di Gattuso: complice una serie di infortuni e di positività al COVID-19, gli azzurri attraversano un periodo di crisi: dopo aver terminato il girone d'Europa League al primo posto, esce a sorpresa ai sedicesimi di finale contro la modesta neofita Granada ed esce dalla Coppa Italia nelle semifinali contro l'Atalanta. Nonostante una ripresa negli ultimi mesi, la squadra azzurra termina quinta, mancando la Champions di un solo punto a causa del pareggio all'ultima giornata contro il Verona, e Gattuso lascia il Napoli, sostituito da Luciano Spalletti, già tecnico di Roma, Inter e Zenit San Pietroburgo.

### Ciclo Spalletti (2021-2023): il terzo scudetto

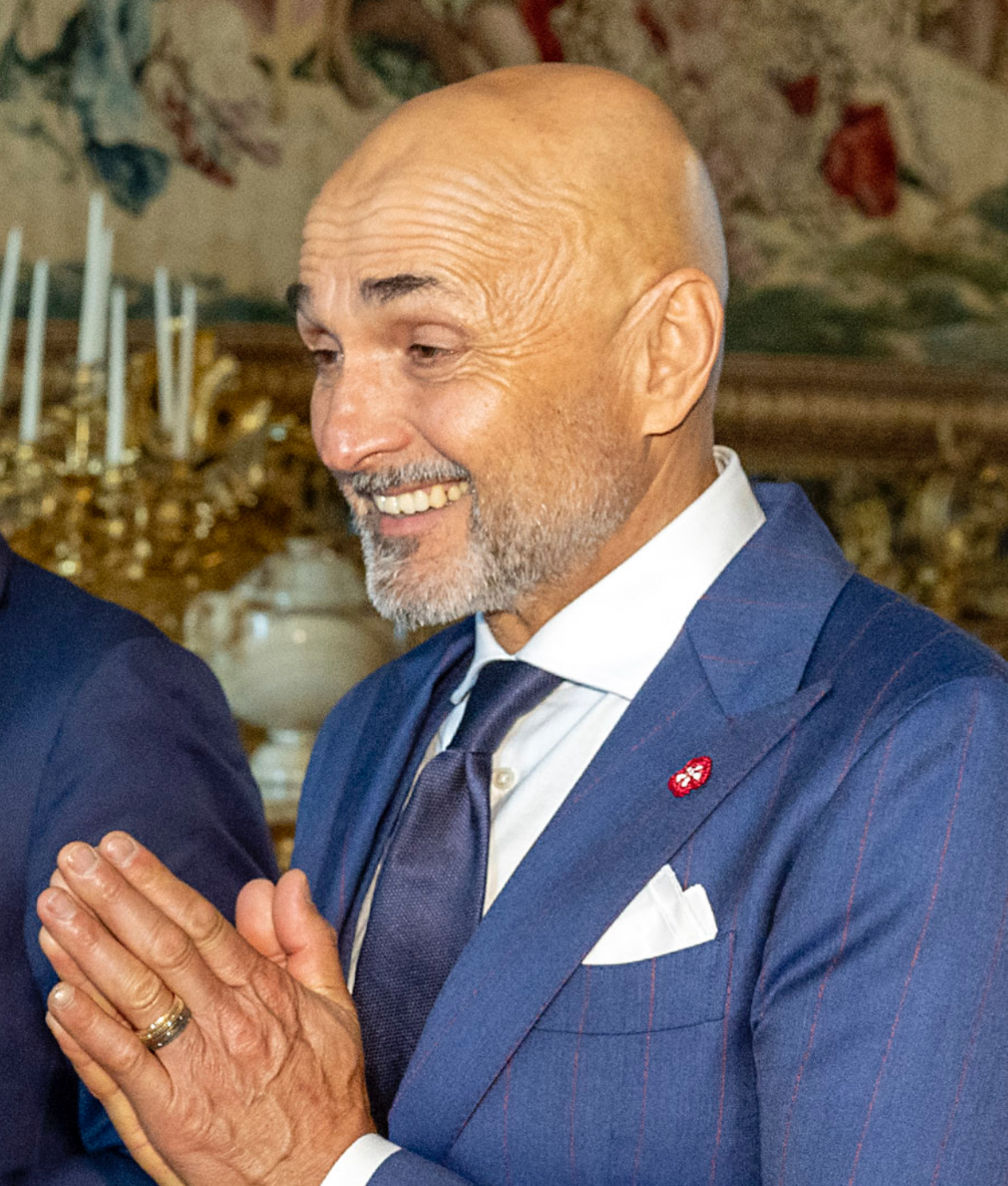
Luciano Spalletti, tecnico del terzo scudetto napoletano

L'annata 2021-2022, l'ultima in maglia azzurra per Insigne, Mertens e Koulibaly, inizia bene in campionato per i partenopei che, vincendo le loro prime otto partite, eguagliano la migliore partenza della loro storia risalente a quattro anni prima. Segue tuttavia un cammino fatto di alti e bassi, con la squadra che al giro di boa del torneo si ritrova al terzo posto, dietro alle due milanesi. Il percorso nelle coppe si rivela subito altalenante per il Napoli e finisce in malagloria: mentre in Coppa Italia perde agli ottavi contro la Fiorentina per 5-2 ai supplementari, in Europa League deve affrontare nella fase a gironi Legia Varsavia, Spartak Mosca e Leicester City; finisce secondo nel girone dietro alla compagine moscovita ed è costretto a disputare gli spareggi incrociati contro le escluse dalla Champions League, nei quali soccombe contro un Barcellona pur privo di Messi (1-1 in Spagna e sconfitta per 4-2 in casa). Tornando in campionato, la lotta scudetto finisce con le sconfitte contro Fiorentina ed Empoli, ma i partenopei riescono comunque ad arrivare terzi, qualificandosi così di nuovo alla Champions League.
Nella annata successiva, a corollario di un decennio condotto ai piani alti del calcio italiano, il Napoli, allenato dal confermato Spalletti e rinforzato con l'acquisto di Khvicha K'varatskhelia al fianco di Victor Osimhen in attacco, disputa una delle migliori stagioni della propria storia. Il club raggiunge per la prima volta i quarti di finale della Champions League, venendo eliminato dai connazionali del Milan con il risultato complessivo di 1-2. L'exploit si ha soprattutto in campionato, in cui la squadra, dopo un torneo trascorso pressoché costantemente in testa alla classifica, si aggiudica lo scudetto: è il terzo tricolore per gli azzurri, a trentatré anni di distanza dal precedente.

### L'annata dei tre allenatori (2023-2024)
L'anno successivo, dopo l'addio di Spalletti, si alternano ben tre allenatori alla guida dei partenopei: dapprima Rudi Garcia, poi il rientrante Mazzarri e infine Francesco Calzona. Questo andirivieni in panchina esemplifica l'andamento della stagione, rivelatosi deludente su ogni fronte. Il Napoli si arrende all'Inter nella finale di Supercoppa italiana, mentre il cammino in UEFA Champions League termina con la sconfitta negli ottavi di finale contro il Barcellona. In campionato va ancora peggio, con i partenopei artefici loro malgrado di una delle peggiori difese del titolo nella storia della Serie A, terminando a un anonimo decimo posto che altresì significa, dopo quattordici anni, la mancata la qualificazione alle coppe europee.

### L'arrivo di Conte (2024-): il quarto scudetto

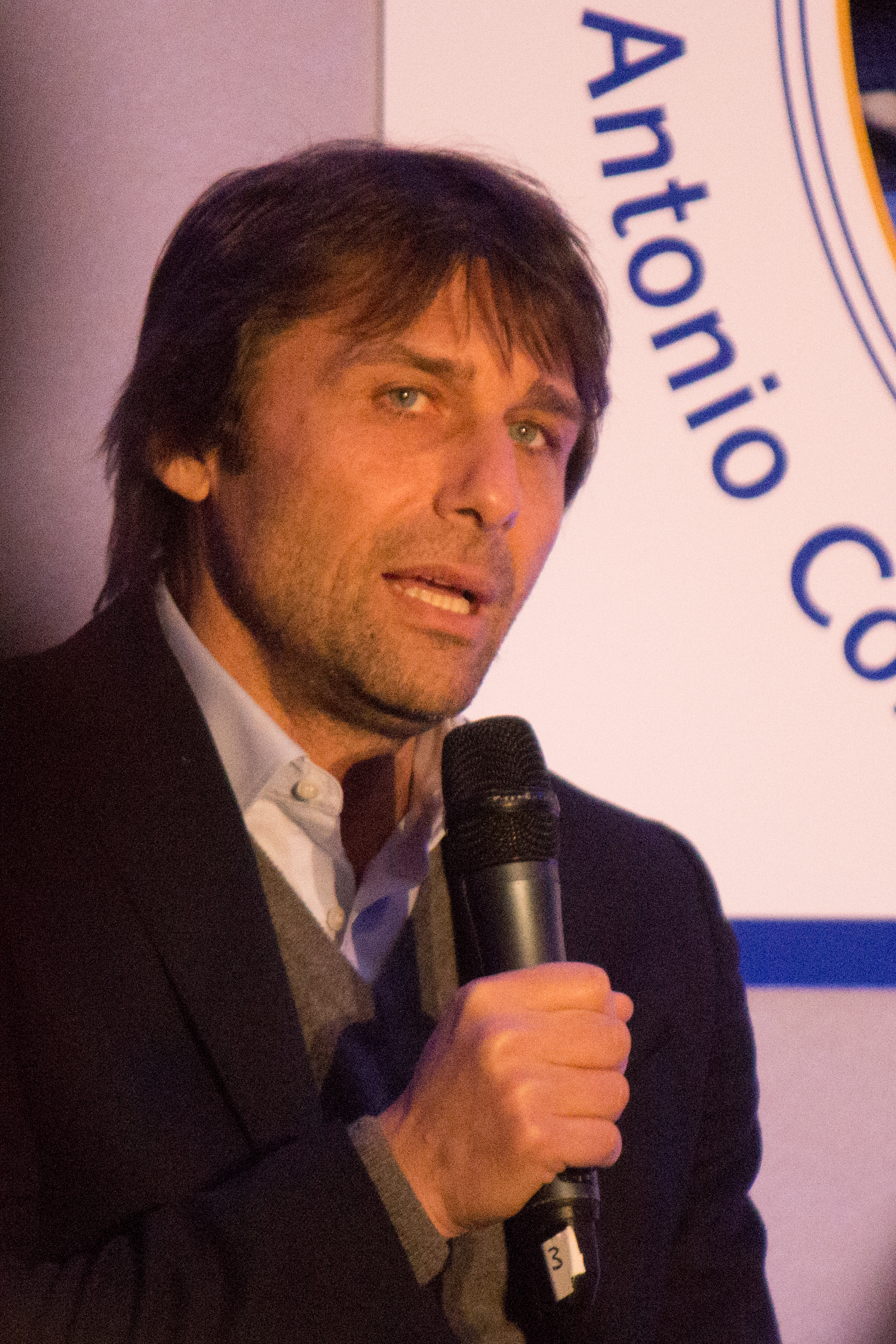
Antonio Conte, tecnico del quarto scudetto napoletano

Dopo la deludente stagione post-titolo, Antonio Conte viene scelto per guidare la squadra in un'annata senza coppe. Sul mercato, il Napoli opera una profonda rivoluzione: tra gli acquisti più significativi figurano Lukaku e McTominay, mentre lasciano la squadra diversi protagonisti dello scudetto di due anni prima, tra cui Osimhen, Zieliński, Mário Rui e, nel mercato invernale, K'varatskhelia. Dopo una breve flessione a novembre-dicembre, con la sconfitta interna contro l’Atalanta (0-3) e la doppia battuta d'arresto contro la Lazio (in Coppa Italia e campionato), il Napoli riesce a tornare in vetta grazie a una serie di vittorie consecutive. A febbraio, la sconfitta sul campo del Como fa scendere gli azzurri al secondo posto in classifica, scavalcati dall'Inter che si palesa quale unica rivale-scudetto. Nel mese di aprile il Napoli si rende protagonista di una rimonta che gli consente di tornare in vetta alla classifica, primato che non sarà più abbandonato. La corsa scudetto con i lombardi è serrata fino all'ultima giornata, ma la squadra di Conte ha definitivamente la meglio grazie alla vittoria casalinga per 2-0 contro il Cagliari, che vale il quarto scudetto della storia azzurra.